# Championnat du monde de vitesse moto 2024
Navigation
Championnat 2023 Championnat 2025
Le championnat du monde de MotoGP 2024, 76e édition organisée par la Fédération internationale de motocyclisme, se déroule du 10 mars au 17 novembre 2024 sur vingt-deux manches réparties sur cinq continents.

## Calendrier

### Tests de pré-saison (MotoGP)
| Nº | Circuit                                                                                    | Résultats | Résultats        | Résultats         | Résultats                            | Résultats      |
| Nº | Circuit                                                                                    | Date      | Date             | Pilote            | Équipe                               | Meilleur temps |
| -- | ------------------------------------------------------------------------------------------ | --------- | ---------------- | ----------------- | ------------------------------------ | -------------- |
| 0  | Circuit international de Sepang (Shakedown réservé au pilotes tests et au pilotes rookies) | Session 1 | 1er février 2024 | Dani Pedrosa      | Red Bull KTM Factory Racing          | 1 min 59 s 233 |
| 0  | Circuit international de Sepang (Shakedown réservé au pilotes tests et au pilotes rookies) | Session 2 | 2 février 2024   | Dani Pedrosa      | Red Bull KTM Factory Racing          | 1 min 58 s 241 |
| 0  | Circuit international de Sepang (Shakedown réservé au pilotes tests et au pilotes rookies) | Session 3 | 3 février 2024   | Pedro Acosta      | Red Bull GasGas Tech3 Factory Racing | 1 min 58 s 189 |
| 1  | Circuit international de Sepang                                                            | Session 1 | 6 février 2024   | Jorge Martin      | Prima Pramac Racing                  | 1 min 57 s 951 |
| 1  | Circuit international de Sepang                                                            | Session 2 | 7 février 2024   | Enea Bastianini   | Ducati Lenovo Team                   | 1 min 57 s 134 |
| 1  | Circuit international de Sepang                                                            | Session 3 | 8 février 2024   | Francesco Bagnaia | Ducati Lenovo Team                   | 1 min 56 s 682 |
| 2  | Circuit international de Losail                                                            | Session 1 | 19 février 2024  | Francesco Bagnaia | Ducati Lenovo Team                   | 1 min 52 s 040 |
| 2  | Circuit international de Losail                                                            | Session 2 | 20 février 2024  | Francesco Bagnaia | Ducati Lenovo Team                   | 1 min 50 s 952 |

### Grand Prix
| No | Date                        | Grand Prix                                                        | MotoGP               | MotoGP                | Moto2         | Moto2            | Moto3         | Moto3              | MotoE                  | MotoE              |
| -- | --------------------------- | ----------------------------------------------------------------- | -------------------- | --------------------- | ------------- | ---------------- | ------------- | ------------------ | ---------------------- | ------------------ |
| 1  | 8 au 10 mars 2024           | Grand Prix du Qatar Circuit international de Losail,              | Pole Position        | Jorge Martin          | Pole Position | Aron Canet       | Pole Position | Daniel Holgado     |                        |                    |
| 1  | 8 au 10 mars 2024           | Grand Prix du Qatar Circuit international de Losail,              | Vainqueur Sprint     | Jorge Martin          | Vainqueur     | Alonso Lopez     | Vainqueur     | David Alonso       |                        |                    |
| 1  | 8 au 10 mars 2024           | Grand Prix du Qatar Circuit international de Losail,              | Deuxième Sprint      | Brad Binder           | Vainqueur     | Alonso Lopez     | Vainqueur     | David Alonso       |                        |                    |
| 1  | 8 au 10 mars 2024           | Grand Prix du Qatar Circuit international de Losail,              | Troisième Sprint     | Aleix Espargaro       | Deuxième      | Barry Baltus     | Deuxième      | Daniel Holgado     |                        |                    |
| 1  | 8 au 10 mars 2024           | Grand Prix du Qatar Circuit international de Losail,              | Meilleur tour Sprint | Marc Marquez          | Deuxième      | Barry Baltus     | Deuxième      | Daniel Holgado     |                        |                    |
| 1  | 8 au 10 mars 2024           | Grand Prix du Qatar Circuit international de Losail,              | Vainqueur            | Francesco Bagnaia     | Troisième     | Sergio Garcia    | Troisième     | Taiyo Furusato     |                        |                    |
| 1  | 8 au 10 mars 2024           | Grand Prix du Qatar Circuit international de Losail,              | Deuxième             | Brad Binder           | Troisième     | Sergio Garcia    | Troisième     | Taiyo Furusato     |                        |                    |
| 1  | 8 au 10 mars 2024           | Grand Prix du Qatar Circuit international de Losail,              | Troisième            | Jorge Martin          | Meilleur Tour | Aron Canet       | Meilleur Tour | Tatsuki Suzuki     |                        |                    |
| 1  | 8 au 10 mars 2024           | Grand Prix du Qatar Circuit international de Losail,              | Meilleur tour        | Pedro Acosta          | Meilleur Tour | Aron Canet       | Meilleur Tour | Tatsuki Suzuki     |                        |                    |
| 2  | 22 au 24 mars 2024          | Grand Prix du Portugal Autódromo Internacional do Algarve         | Pole Position        | Enea Bastianini       | Pole Position | Manuel González  | Pole Position | José Antonio Rueda | Pole Position          | Eric Granado       |
| 2  | 22 au 24 mars 2024          | Grand Prix du Portugal Autódromo Internacional do Algarve         | Vainqueur Sprint     | Maverick Viñales      | Vainqueur     | Arón Canet       | Vainqueur     | Daniel Holgado     | Vainqueur Course 1     | Nicholas Spinelli  |
| 2  | 22 au 24 mars 2024          | Grand Prix du Portugal Autódromo Internacional do Algarve         | Deuxième Sprint      | Marc Marquez          | Vainqueur     | Arón Canet       | Vainqueur     | Daniel Holgado     | Deuxième Course 1      | Hector Garzo       |
| 2  | 22 au 24 mars 2024          | Grand Prix du Portugal Autódromo Internacional do Algarve         | Troisième Sprint     | Jorge Martin          | Deuxième      | Joe Roberts      | Deuxième      | José Antonio Rueda | Troisième Course 1     | Mattia Casadei     |
| 2  | 22 au 24 mars 2024          | Grand Prix du Portugal Autódromo Internacional do Algarve         | Meilleur tour Sprint | Jorge Martin          | Deuxième      | Joe Roberts      | Deuxième      | José Antonio Rueda | Meilleur tour Course 1 | Alessandro Zaccone |
| 2  | 22 au 24 mars 2024          | Grand Prix du Portugal Autódromo Internacional do Algarve         | Vainqueur            | Jorge Martín          | Troisième     | Manuel González  | Troisième     | Ivan Ortola        | Vainqueur Course 2     | Mattia Casadei     |
| 2  | 22 au 24 mars 2024          | Grand Prix du Portugal Autódromo Internacional do Algarve         | Deuxième             | Enea Bastianini       | Troisième     | Manuel González  | Troisième     | Ivan Ortola        | Deuxième Course 2      | Hector Garzo       |
| 2  | 22 au 24 mars 2024          | Grand Prix du Portugal Autódromo Internacional do Algarve         | Troisième            | Pedro Acosta          | Meilleur Tour | Fermin Aldeguer  | Meilleur Tour | David Alonso       | Troisième Course 2     | Oscar Gutierrez    |
| 2  | 22 au 24 mars 2024          | Grand Prix du Portugal Autódromo Internacional do Algarve         | Meilleur tour        | Enea Bastianini       | Meilleur Tour | Fermin Aldeguer  | Meilleur Tour | David Alonso       | Meilleur tour Course 2 | Oscar Gutierrez    |
|    | 5 au 7 avril 2024           | Autódromo Termas de Río Hondo Annulé                              |                      |                       |               |                  |               |                    |                        |                    |
| 3  | 12 au 14 avril 2024         | Grand Prix des Amériques Circuit des Amériques                    | Pole Position        | Maverick Viñales      | Pole Position | Aron Canet       | Pole Position | David Alonso       |                        |                    |
| 3  | 12 au 14 avril 2024         | Grand Prix des Amériques Circuit des Amériques                    | Vainqueur Sprint     | Maverick Viñales      | Vainqueur     | Sergio Garcia    | Vainqueur     | David Alonso       |                        |                    |
| 3  | 12 au 14 avril 2024         | Grand Prix des Amériques Circuit des Amériques                    | Deuxième Sprint      | Marc Marquez          | Vainqueur     | Sergio Garcia    | Vainqueur     | David Alonso       |                        |                    |
| 3  | 12 au 14 avril 2024         | Grand Prix des Amériques Circuit des Amériques                    | Troisième Sprint     | Jorge Martin          | Deuxième      | Joe Roberts      | Deuxième      | Daniel Holgado     |                        |                    |
| 3  | 12 au 14 avril 2024         | Grand Prix des Amériques Circuit des Amériques                    | Meilleur tour Sprint | Maverick Viñales      | Deuxième      | Joe Roberts      | Deuxième      | Daniel Holgado     |                        |                    |
| 3  | 12 au 14 avril 2024         | Grand Prix des Amériques Circuit des Amériques                    | Vainqueur            | Maverick Viñales      | Troisième     | Fermin Aldeguer  | Troisième     | Angel Piqueras     |                        |                    |
| 3  | 12 au 14 avril 2024         | Grand Prix des Amériques Circuit des Amériques                    | Deuxième             | Pedro Acosta          | Troisième     | Fermin Aldeguer  | Troisième     | Angel Piqueras     |                        |                    |
| 3  | 12 au 14 avril 2024         | Grand Prix des Amériques Circuit des Amériques                    | Troisième            | Enea Bastianini       | Meilleur Tour | Alonso Lopez     | Meilleur Tour | Daniel Holgado     |                        |                    |
| 3  | 12 au 14 avril 2024         | Grand Prix des Amériques Circuit des Amériques                    | Meilleur tour        | Maverick Viñales      | Meilleur Tour | Alonso Lopez     | Meilleur Tour | Daniel Holgado     |                        |                    |
| 4  | 26 au 28 avril 2024         | Grand Prix d'Espagne Circuito de Jerez-Ángel Nieto                | Pole Position        | Marc Marquez          | Pole Position | Fermin Aldeguer  | Pole Position | David Alonso       |                        |                    |
| 4  | 26 au 28 avril 2024         | Grand Prix d'Espagne Circuito de Jerez-Ángel Nieto                | Vainqueur Sprint     | Jorge Martin          | Vainqueur     | Fermin Aldeguer  | Vainqueur     | Collin Veijer      |                        |                    |
| 4  | 26 au 28 avril 2024         | Grand Prix d'Espagne Circuito de Jerez-Ángel Nieto                | Deuxième Sprint      | Pedro Acosta          | Vainqueur     | Fermin Aldeguer  | Vainqueur     | Collin Veijer      |                        |                    |
| 4  | 26 au 28 avril 2024         | Grand Prix d'Espagne Circuito de Jerez-Ángel Nieto                | Troisième Sprint     | Daniel Pedrosa        | Deuxième      | Joe Roberts      | Deuxième      | David Muñoz        |                        |                    |
| 4  | 26 au 28 avril 2024         | Grand Prix d'Espagne Circuito de Jerez-Ángel Nieto                | Meilleur tour Sprint | Marc Marquez          | Deuxième      | Joe Roberts      | Deuxième      | David Muñoz        |                        |                    |
| 4  | 26 au 28 avril 2024         | Grand Prix d'Espagne Circuito de Jerez-Ángel Nieto                | Vainqueur            | Francesco Bagnaia     | Troisième     | Manuel González  | Troisième     | Ivan Ortola        |                        |                    |
| 4  | 26 au 28 avril 2024         | Grand Prix d'Espagne Circuito de Jerez-Ángel Nieto                | Deuxième             | Marc Marquez          | Troisième     | Manuel González  | Troisième     | Ivan Ortola        |                        |                    |
| 4  | 26 au 28 avril 2024         | Grand Prix d'Espagne Circuito de Jerez-Ángel Nieto                | Troisième            | Marco Bezzecchi       | Meilleur Tour | Joe Roberts      | Meilleur Tour | Ryusei Yamanaka    |                        |                    |
| 4  | 26 au 28 avril 2024         | Grand Prix d'Espagne Circuito de Jerez-Ángel Nieto                | Meilleur tour        | Francesco Bagnaia     | Meilleur Tour | Joe Roberts      | Meilleur Tour | Ryusei Yamanaka    |                        |                    |
| 5  | 10 au 12 mai 2024           | Grand Prix de France Circuit Bugatti,                             | Pole Position        | Jorge Martin          | Pole Position | Aron Canet       | Pole Position | David Alonso       | Pole Position          | Hector Garzo       |
| 5  | 10 au 12 mai 2024           | Grand Prix de France Circuit Bugatti,                             | Vainqueur Sprint     | Jorge Martin          | Vainqueur     | Sergio Garcia    | Vainqueur     | David Alonso       | Vainqueur Course 1     | Nicholas Spinelli  |
| 5  | 10 au 12 mai 2024           | Grand Prix de France Circuit Bugatti,                             | Deuxième Sprint      | Marc Marquez          | Vainqueur     | Sergio Garcia    | Vainqueur     | David Alonso       | Deuxième Course 1      | Kevin Zannoni      |
| 5  | 10 au 12 mai 2024           | Grand Prix de France Circuit Bugatti,                             | Troisième Sprint     | Maverick Viñales      | Deuxième      | Ai Ogura         | Deuxième      | Daniel Holgado     | Troisième Course 1     | Mattia Casadei     |
| 5  | 10 au 12 mai 2024           | Grand Prix de France Circuit Bugatti,                             | Meilleur tour Sprint | Marco Bezzecchi       | Deuxième      | Ai Ogura         | Deuxième      | Daniel Holgado     | Meilleur tour Course 1 | Hector Garzo       |
| 5  | 10 au 12 mai 2024           | Grand Prix de France Circuit Bugatti,                             | Vainqueur            | Jorge Martin          | Troisième     | Alonso Lopez     | Troisième     | Collin Veijer      | Vainqueur Course 2     | Nicholas Spinelli  |
| 5  | 10 au 12 mai 2024           | Grand Prix de France Circuit Bugatti,                             | Deuxième             | Marc Marquez          | Troisième     | Alonso Lopez     | Troisième     | Collin Veijer      | Deuxième Course 2      | Mattia Casadei     |
| 5  | 10 au 12 mai 2024           | Grand Prix de France Circuit Bugatti,                             | Troisième            | Francesco Bagnaia     | Meilleur Tour | Aron Canet       | Meilleur Tour | Joel Esteban       | Troisième Course 2     | Oscar Gutierrez    |
| 5  | 10 au 12 mai 2024           | Grand Prix de France Circuit Bugatti,                             | Meilleur tour        | Enea Bastianini       | Meilleur Tour | Aron Canet       | Meilleur Tour | Joel Esteban       | Meilleur tour Course 2 | Nicholas Spinelli  |
| 6  | 24 au 26 mai 2024           | Grand Prix de Catalogne Circuit de Barcelona-Catalunya            | Pole Position        | Aleix Espargaro       | Pole Position | Sergio Garcia    | Pole Position | Ivan Ortola        | Pole Position          | Eric Granado       |
| 6  | 24 au 26 mai 2024           | Grand Prix de Catalogne Circuit de Barcelona-Catalunya            | Vainqueur Sprint     | Aleix Espargaro       | Vainqueur     | Ai Ogura         | Vainqueur     | David Alonso       | Vainqueur Course 1     | Oscar Gutierrez    |
| 6  | 24 au 26 mai 2024           | Grand Prix de Catalogne Circuit de Barcelona-Catalunya            | Deuxième Sprint      | Marc Marquez          | Vainqueur     | Ai Ogura         | Vainqueur     | David Alonso       | Deuxième Course 1      | Eric Granado       |
| 6  | 24 au 26 mai 2024           | Grand Prix de Catalogne Circuit de Barcelona-Catalunya            | Troisième Sprint     | Pedro Acosta          | Deuxième      | Sergio Garcia    | Deuxième      | Ivan Ortola        | Troisième Course 1     | Kévin Zannoni      |
| 6  | 24 au 26 mai 2024           | Grand Prix de Catalogne Circuit de Barcelona-Catalunya            | Meilleur tour Sprint | Raúl Fernández        | Deuxième      | Sergio Garcia    | Deuxième      | Ivan Ortola        | Meilleur tour Course 1 | Oscar Gutierrez    |
| 6  | 24 au 26 mai 2024           | Grand Prix de Catalogne Circuit de Barcelona-Catalunya            | Vainqueur            | Francesco Bagnaia     | Troisième     | Jake Dixon       | Troisième     | José Antonio Rueda | Vainqueur Course 2     | Kévin Zannoni      |
| 6  | 24 au 26 mai 2024           | Grand Prix de Catalogne Circuit de Barcelona-Catalunya            | Deuxième             | Jorge Martin          | Troisième     | Jake Dixon       | Troisième     | José Antonio Rueda | Deuxième Course 2      | Oscar Gutierrez    |
| 6  | 24 au 26 mai 2024           | Grand Prix de Catalogne Circuit de Barcelona-Catalunya            | Troisième            | Marc Marquez          | Meilleur Tour | Fermin Aldeguer  | Meilleur Tour | José Antonio Rueda | Troisième Course 2     | Alessandro Zaccone |
| 6  | 24 au 26 mai 2024           | Grand Prix de Catalogne Circuit de Barcelona-Catalunya            | Meilleur tour        | Pedro Acosta          | Meilleur Tour | Fermin Aldeguer  | Meilleur Tour | José Antonio Rueda | Meilleur tour Course 2 | Oscar Gutierrez    |
| 7  | 31 mai au 2 juin 2024       | Grand Prix d'Italie Circuit du Mugello                            | Pole Position        | Jorge Martin          | Pole Position | Joe Roberts      | Pole Position | David Alonso       | Pole Position          | Alessandro Zaccone |
| 7  | 31 mai au 2 juin 2024       | Grand Prix d'Italie Circuit du Mugello                            | Vainqueur Sprint     | Francesco Bagnaia     | Vainqueur     | Joe Roberts      | Vainqueur     | David Alonso       | Vainqueur Course 1     | Mattia Casadei     |
| 7  | 31 mai au 2 juin 2024       | Grand Prix d'Italie Circuit du Mugello                            | Deuxième Sprint      | Marc Marquez          | Vainqueur     | Joe Roberts      | Vainqueur     | David Alonso       | Deuxième Course 1      | Alessandro Zaccone |
| 7  | 31 mai au 2 juin 2024       | Grand Prix d'Italie Circuit du Mugello                            | Troisième Sprint     | Pedro Acosta          | Deuxième      | Manuel González  | Deuxième      | Ivan Ortola        | Troisième Course 1     | Hector Garzo       |
| 7  | 31 mai au 2 juin 2024       | Grand Prix d'Italie Circuit du Mugello                            | Meilleur tour Sprint | Marc Marquez          | Deuxième      | Manuel González  | Deuxième      | Ivan Ortola        | Meilleur tour Course 1 | Alessandro Zaccone |
| 7  | 31 mai au 2 juin 2024       | Grand Prix d'Italie Circuit du Mugello                            | Vainqueur            | Francesco Bagnaia     | Troisième     | Alonso Lopez     | Troisième     | Collin Veijer      | Vainqueur Course 2     | Kevin Zannoni      |
| 7  | 31 mai au 2 juin 2024       | Grand Prix d'Italie Circuit du Mugello                            | Deuxième             | Enea Bastianini       | Troisième     | Alonso Lopez     | Troisième     | Collin Veijer      | Deuxième Course 2      | Mattia Casadei     |
| 7  | 31 mai au 2 juin 2024       | Grand Prix d'Italie Circuit du Mugello                            | Troisième            | Jorge Martin          | Meilleur Tour | Aron Canet       | Meilleur Tour | Collin Veijer      | Troisième Course 2     | Eric Granado       |
| 7  | 31 mai au 2 juin 2024       | Grand Prix d'Italie Circuit du Mugello                            | Meilleur tour        | Francesco Bagnaia     | Meilleur Tour | Aron Canet       | Meilleur Tour | Collin Veijer      | Meilleur tour Course 2 | Nicholas Spinelli  |
| 8  | 28 au 30 juin 2024          | Grand Prix des Pays-Bas TT Circuit Assen                          | Pole Position        | Francesco Bagnaia     | Pole Position | Fermin Aldeguer  | Pole Position | Ángel Piqueras     | Pole Position          | Alessandro Zaccone |
| 8  | 28 au 30 juin 2024          | Grand Prix des Pays-Bas TT Circuit Assen                          | Vainqueur Sprint     | Francesco Bagnaia     | Vainqueur     | Ai Ogura         | Vainqueur     | Ivan Ortola        | Vainqueur Course 1     | Hector Garzo       |
| 8  | 28 au 30 juin 2024          | Grand Prix des Pays-Bas TT Circuit Assen                          | Deuxième Sprint      | Jorge Martin          | Vainqueur     | Ai Ogura         | Vainqueur     | Ivan Ortola        | Deuxième Course 1      | Oscar Gutierrez    |
| 8  | 28 au 30 juin 2024          | Grand Prix des Pays-Bas TT Circuit Assen                          | Troisième Sprint     | Maverick Viñales      | Deuxième      | Fermin Aldeguer  | Deuxième      | Collin Veijer      | Troisième Course 1     | Jordi Torres       |
| 8  | 28 au 30 juin 2024          | Grand Prix des Pays-Bas TT Circuit Assen                          | Meilleur tour Sprint | Francesco Bagnaia     | Deuxième      | Fermin Aldeguer  | Deuxième      | Collin Veijer      | Meilleur tour Course 1 | Oscar Gutierrez    |
| 8  | 28 au 30 juin 2024          | Grand Prix des Pays-Bas TT Circuit Assen                          | Vainqueur            | Francesco Bagnaia     | Troisième     | Sergio Garcia    | Troisième     | David Muñoz        | Vainqueur Course 2     | Alessandro Zaccone |
| 8  | 28 au 30 juin 2024          | Grand Prix des Pays-Bas TT Circuit Assen                          | Deuxième             | Jorge Martin          | Troisième     | Sergio Garcia    | Troisième     | David Muñoz        | Deuxième Course 2      | Oscar Gutierrez    |
| 8  | 28 au 30 juin 2024          | Grand Prix des Pays-Bas TT Circuit Assen                          | Troisième            | Enea Bastianini       | Meilleur Tour | Sergio Garcia    | Meilleur Tour | Adrián Fernández   | Troisième Course 2     | Hector Garzo       |
| 8  | 28 au 30 juin 2024          | Grand Prix des Pays-Bas TT Circuit Assen                          | Meilleur tour        | Francesco Bagnaia     | Meilleur Tour | Sergio Garcia    | Meilleur Tour | Adrián Fernández   | Meilleur tour Course 2 | Alessandro Zaccone |
| 9  | 5 au 7 juillet 2024         | Grand Prix d'Allemagne Sachsenring                                | Pole Position        | Jorge Martin          | Pole Position | Celestino Vietti | Pole Position | Collin Veijer      | Pole Position          | Alessandro Zaccone |
| 9  | 5 au 7 juillet 2024         | Grand Prix d'Allemagne Sachsenring                                | Vainqueur Sprint     | Jorge Martin          | Vainqueur     | Fermin Aldeguer  | Vainqueur     | David Alonso       | Vainqueur Course 1     | Hector Garzo       |
| 9  | 5 au 7 juillet 2024         | Grand Prix d'Allemagne Sachsenring                                | Deuxième Sprint      | Miguel Oliveira       | Vainqueur     | Fermin Aldeguer  | Vainqueur     | David Alonso       | Deuxième Course 1      | Alessandro Zaccone |
| 9  | 5 au 7 juillet 2024         | Grand Prix d'Allemagne Sachsenring                                | Troisième Sprint     | Francesco Bagnaia     | Deuxième      | Jake Dixon       | Deuxième      | Taiyo Furusato     | Troisième Course 1     | Nicholas Spinelli  |
| 9  | 5 au 7 juillet 2024         | Grand Prix d'Allemagne Sachsenring                                | Meilleur tour Sprint | Miguel Oliveira       | Deuxième      | Jake Dixon       | Deuxième      | Taiyo Furusato     | Meilleur tour Course 1 | Hector Garzo       |
| 9  | 5 au 7 juillet 2024         | Grand Prix d'Allemagne Sachsenring                                | Vainqueur            | Francesco Bagnaia     | Troisième     | Ai Ogura         | Troisième     | Ivan Ortola        | Vainqueur Course 2     | Hector Garzo       |
| 9  | 5 au 7 juillet 2024         | Grand Prix d'Allemagne Sachsenring                                | Deuxième             | Marc Marquez          | Troisième     | Ai Ogura         | Troisième     | Ivan Ortola        | Deuxième Course 2      | Nicholas Spinelli  |
| 9  | 5 au 7 juillet 2024         | Grand Prix d'Allemagne Sachsenring                                | Troisième            | Álex Márquez          | Meilleur Tour | Tony Arbolino    | Meilleur Tour | Ivan Ortola        | Troisième Course 2     | Jordi Torres       |
| 9  | 5 au 7 juillet 2024         | Grand Prix d'Allemagne Sachsenring                                | Meilleur tour        | Jorge Martin          | Meilleur Tour | Tony Arbolino    | Meilleur Tour | Ivan Ortola        | Meilleur tour Course 2 | Hector Garzo       |
| 10 | 2 au 4 août 2024            | Grand Prix de Grande-Bretagne Circuit de Silverstone              | Pole Position        | Aleix Espargaro       | Pole Position | Ai Ogura         | Pole Position | Ivan Ortola        |                        |                    |
| 10 | 2 au 4 août 2024            | Grand Prix de Grande-Bretagne Circuit de Silverstone              | Vainqueur Sprint     | Enea Bastianini       | Vainqueur     | Jake Dixon       | Vainqueur     | Ivan Ortola        |                        |                    |
| 10 | 2 au 4 août 2024            | Grand Prix de Grande-Bretagne Circuit de Silverstone              | Deuxième Sprint      | Jorge Martin          | Vainqueur     | Jake Dixon       | Vainqueur     | Ivan Ortola        |                        |                    |
| 10 | 2 au 4 août 2024            | Grand Prix de Grande-Bretagne Circuit de Silverstone              | Troisième Sprint     | Aleix Espargaro       | Deuxième      | Aron Canet       | Deuxième      | David Alonso       |                        |                    |
| 10 | 2 au 4 août 2024            | Grand Prix de Grande-Bretagne Circuit de Silverstone              | Meilleur tour Sprint | Francesco Bagnaia     | Deuxième      | Aron Canet       | Deuxième      | David Alonso       |                        |                    |
| 10 | 2 au 4 août 2024            | Grand Prix de Grande-Bretagne Circuit de Silverstone              | Vainqueur            | Enea Bastianini       | Troisième     | Celestino Vietti | Troisième     | Collin Veijer      |                        |                    |
| 10 | 2 au 4 août 2024            | Grand Prix de Grande-Bretagne Circuit de Silverstone              | Deuxième             | Jorge Martin          | Troisième     | Celestino Vietti | Troisième     | Collin Veijer      |                        |                    |
| 10 | 2 au 4 août 2024            | Grand Prix de Grande-Bretagne Circuit de Silverstone              | Troisième            | Francesco Bagnaia     | Meilleur Tour | Aron Canet       | Meilleur Tour | Adrian Fernandez   |                        |                    |
| 10 | 2 au 4 août 2024            | Grand Prix de Grande-Bretagne Circuit de Silverstone              | Meilleur tour        | Aleix Espargaro       | Meilleur Tour | Aron Canet       | Meilleur Tour | Adrian Fernandez   |                        |                    |
| 11 | 16 au 18 août 2024          | Grand Prix d'Autriche Red Bull Ring                               | Pole Position        | Jorge Martin          | Pole Position | Celestino Vietti | Pole Position | Ivan Ortola        | Pole Position          | Oscar Gutierrez    |
| 11 | 16 au 18 août 2024          | Grand Prix d'Autriche Red Bull Ring                               | Vainqueur Sprint     | Francesco Bagnaia     | Vainqueur     | Celestino Vietti | Vainqueur     | David Alonso       | Vainqueur Course 1     | Oscar Gutierrez    |
| 11 | 16 au 18 août 2024          | Grand Prix d'Autriche Red Bull Ring                               | Deuxième Sprint      | Jorge Martin          | Vainqueur     | Celestino Vietti | Vainqueur     | David Alonso       | Deuxième Course 1      | Hector Garzo       |
| 11 | 16 au 18 août 2024          | Grand Prix d'Autriche Red Bull Ring                               | Troisième Sprint     | Aleix Espargaro       | Deuxième      | Alonso Lopez     | Deuxième      | David Muñoz        | Troisième Course 1     | Mattia Casadei     |
| 11 | 16 au 18 août 2024          | Grand Prix d'Autriche Red Bull Ring                               | Meilleur tour Sprint | Francesco Bagnaia     | Deuxième      | Alonso Lopez     | Deuxième      | David Muñoz        | Meilleur tour Course 1 | Oscar Gutierrez    |
| 11 | 16 au 18 août 2024          | Grand Prix d'Autriche Red Bull Ring                               | Vainqueur            | Francesco Bagnaia     | Troisième     | Jake Dixon       | Troisième     | Daniel Holgado     | Vainqueur Course 2     | Hector Garzo       |
| 11 | 16 au 18 août 2024          | Grand Prix d'Autriche Red Bull Ring                               | Deuxième             | Jorge Martin          | Troisième     | Jake Dixon       | Troisième     | Daniel Holgado     | Deuxième Course 2      | Kevin Zannoni      |
| 11 | 16 au 18 août 2024          | Grand Prix d'Autriche Red Bull Ring                               | Troisième            | Enea Bastianini       | Meilleur Tour | Celestino Vietti | Meilleur Tour | Tatsuki Suzuki     | Troisième Course 2     | Mattia Casadei     |
| 11 | 16 au 18 août 2024          | Grand Prix d'Autriche Red Bull Ring                               | Meilleur tour        | Francesco Bagnaia     | Meilleur Tour | Celestino Vietti | Meilleur Tour | Tatsuki Suzuki     | Meilleur tour Course 2 | Mattia Casadei     |
| 12 | 30 août au 1 septembre 2024 | Grand Prix d'Aragon Circuit Motorland Aragón                      | Pole Position        | Marc Marquez          | Pole Position | Jake Dixon       | Pole Position | David Alonso       |                        |                    |
| 12 | 30 août au 1 septembre 2024 | Grand Prix d'Aragon Circuit Motorland Aragón                      | Vainqueur Sprint     | Marc Marquez          | Vainqueur     | Jake Dixon       | Vainqueur     | José Antonio Rueda |                        |                    |
| 12 | 30 août au 1 septembre 2024 | Grand Prix d'Aragon Circuit Motorland Aragón                      | Deuxième Sprint      | Jorge Martin          | Vainqueur     | Jake Dixon       | Vainqueur     | José Antonio Rueda |                        |                    |
| 12 | 30 août au 1 septembre 2024 | Grand Prix d'Aragon Circuit Motorland Aragón                      | Troisième Sprint     | Pedro Acosta          | Deuxième      | Tony Arbolino    | Deuxième      | Collin Veijer      |                        |                    |
| 12 | 30 août au 1 septembre 2024 | Grand Prix d'Aragon Circuit Motorland Aragón                      | Meilleur tour Sprint | Marc Marquez          | Deuxième      | Tony Arbolino    | Deuxième      | Collin Veijer      |                        |                    |
| 12 | 30 août au 1 septembre 2024 | Grand Prix d'Aragon Circuit Motorland Aragón                      | Vainqueur            | Marc Marquez          | Troisième     | Deniz Öncü       | Troisième     | Luca Lunetta       |                        |                    |
| 12 | 30 août au 1 septembre 2024 | Grand Prix d'Aragon Circuit Motorland Aragón                      | Deuxième             | Jorge Martin          | Troisième     | Deniz Öncü       | Troisième     | Luca Lunetta       |                        |                    |
| 12 | 30 août au 1 septembre 2024 | Grand Prix d'Aragon Circuit Motorland Aragón                      | Troisième            | Pedro Acosta          | Meilleur Tour | Jake Dixon       | Meilleur Tour | José Antonio Rueda |                        |                    |
| 12 | 30 août au 1 septembre 2024 | Grand Prix d'Aragon Circuit Motorland Aragón                      | Meilleur tour        | Marc Marquez          | Meilleur Tour | Jake Dixon       | Meilleur Tour | José Antonio Rueda |                        |                    |
| 13 | 6 au 8 septembre 2024       | Grand Prix de Saint-Marin Misano World Circuit Marco Simoncelli   | Pole Position        | Francesco Bagnaia     | Pole Position | Tony Arbolino    | Pole Position | David Alonso       | Pole Position          | Mattia Casadei     |
| 13 | 6 au 8 septembre 2024       | Grand Prix de Saint-Marin Misano World Circuit Marco Simoncelli   | Vainqueur Sprint     | Jorge Martin          | Vainqueur     | Ai Ogura         | Vainqueur     | Angel Piqueras     | Vainqueur Course 1     | Mattia Casadei     |
| 13 | 6 au 8 septembre 2024       | Grand Prix de Saint-Marin Misano World Circuit Marco Simoncelli   | Deuxième Sprint      | Francesco Bagnaia     | Vainqueur     | Ai Ogura         | Vainqueur     | Angel Piqueras     | Deuxième Course 1      | Alessandro Zaccone |
| 13 | 6 au 8 septembre 2024       | Grand Prix de Saint-Marin Misano World Circuit Marco Simoncelli   | Troisième Sprint     | Franco Morbidelli     | Deuxième      | Aron Canet       | Deuxième      | Daniel Holgado     | Troisième Course 1     | Eric Granado       |
| 13 | 6 au 8 septembre 2024       | Grand Prix de Saint-Marin Misano World Circuit Marco Simoncelli   | Meilleur tour Sprint | Francesco Bagnaia     | Deuxième      | Aron Canet       | Deuxième      | Daniel Holgado     | Meilleur tour Course 1 | Kevin Zannoni      |
| 13 | 6 au 8 septembre 2024       | Grand Prix de Saint-Marin Misano World Circuit Marco Simoncelli   | Vainqueur            | Marc Marquez          | Troisième     | Tony Arbolino    | Troisième     | Ivan Ortola        | Vainqueur Course 2     | Oscar Gutierrez    |
| 13 | 6 au 8 septembre 2024       | Grand Prix de Saint-Marin Misano World Circuit Marco Simoncelli   | Deuxième             | Francesco Bagnaia     | Troisième     | Tony Arbolino    | Troisième     | Ivan Ortola        | Deuxième Course 2      | Mattia Casadei     |
| 13 | 6 au 8 septembre 2024       | Grand Prix de Saint-Marin Misano World Circuit Marco Simoncelli   | Troisième            | Enea Bastianini       | Meilleur Tour | Alonso Lopez     | Meilleur Tour | Angel Piqueras     | Troisième Course 2     | Eric Granado       |
| 13 | 6 au 8 septembre 2024       | Grand Prix de Saint-Marin Misano World Circuit Marco Simoncelli   | Meilleur tour        | Marc Marquez          | Meilleur Tour | Alonso Lopez     | Meilleur Tour | Angel Piqueras     | Meilleur tour Course 2 | Matteo Ferrari     |
| 14 | 20 au 22 septembre 2024     | Grand Prix d'Émilie-Romagne Misano World Circuit Marco Simoncelli | Pole Position        | Francesco Bagnaia     | Pole Position | Aron Canet       | Pole Position | Taiyo Furusato     |                        |                    |
| 14 | 20 au 22 septembre 2024     | Grand Prix d'Émilie-Romagne Misano World Circuit Marco Simoncelli | Vainqueur Sprint     | Francesco Bagnaia     | Vainqueur     | Celestino Vietti | Vainqueur     | David Alonso       |                        |                    |
| 14 | 20 au 22 septembre 2024     | Grand Prix d'Émilie-Romagne Misano World Circuit Marco Simoncelli | Deuxième Sprint      | Jorge Martin          | Vainqueur     | Celestino Vietti | Vainqueur     | David Alonso       |                        |                    |
| 14 | 20 au 22 septembre 2024     | Grand Prix d'Émilie-Romagne Misano World Circuit Marco Simoncelli | Troisième Sprint     | Enea Bastianini       | Deuxième      | Aron Canet       | Deuxième      | Angel Piqueras     |                        |                    |
| 14 | 20 au 22 septembre 2024     | Grand Prix d'Émilie-Romagne Misano World Circuit Marco Simoncelli | Meilleur tour Sprint | Francesco Bagnaia     | Deuxième      | Aron Canet       | Deuxième      | Angel Piqueras     |                        |                    |
| 14 | 20 au 22 septembre 2024     | Grand Prix d'Émilie-Romagne Misano World Circuit Marco Simoncelli | Vainqueur            | Enea Bastianini       | Troisième     | Tony Arbolino    | Troisième     | Collin Veijer      |                        |                    |
| 14 | 20 au 22 septembre 2024     | Grand Prix d'Émilie-Romagne Misano World Circuit Marco Simoncelli | Deuxième             | Jorge Martin          | Troisième     | Tony Arbolino    | Troisième     | Collin Veijer      |                        |                    |
| 14 | 20 au 22 septembre 2024     | Grand Prix d'Émilie-Romagne Misano World Circuit Marco Simoncelli | Troisième            | Marc Marquez          | Meilleur Tour | Celestino Vietti | Meilleur Tour | Collin Veijer      |                        |                    |
| 14 | 20 au 22 septembre 2024     | Grand Prix d'Émilie-Romagne Misano World Circuit Marco Simoncelli | Meilleur tour        | Francesco Bagnaia     | Meilleur Tour | Celestino Vietti | Meilleur Tour | Collin Veijer      |                        |                    |
| 15 | 27 au 29 septembre 2024     | Grand Prix d'Indonésie Circuit de Mandalika                       | Pole Position        | Jorge Martin          | Pole Position | Aron Canet       | Pole Position | Ivan Ortola        |                        |                    |
| 15 | 27 au 29 septembre 2024     | Grand Prix d'Indonésie Circuit de Mandalika                       | Vainqueur Sprint     | Francesco Bagnaia     | Vainqueur     | Aron Canet       | Vainqueur     | David Alonso       |                        |                    |
| 15 | 27 au 29 septembre 2024     | Grand Prix d'Indonésie Circuit de Mandalika                       | Deuxième Sprint      | Enea Bastianini       | Vainqueur     | Aron Canet       | Vainqueur     | David Alonso       |                        |                    |
| 15 | 27 au 29 septembre 2024     | Grand Prix d'Indonésie Circuit de Mandalika                       | Troisième Sprint     | Marc Marquez          | Deuxième      | Ai Ogura         | Deuxième      | Adrian Fernandez   |                        |                    |
| 15 | 27 au 29 septembre 2024     | Grand Prix d'Indonésie Circuit de Mandalika                       | Meilleur tour Sprint | Enea Bastianini       | Deuxième      | Ai Ogura         | Deuxième      | Adrian Fernandez   |                        |                    |
| 15 | 27 au 29 septembre 2024     | Grand Prix d'Indonésie Circuit de Mandalika                       | Vainqueur            | Jorge Martin          | Troisième     | Alonso Lopez     | Troisième     | David Muñoz        |                        |                    |
| 15 | 27 au 29 septembre 2024     | Grand Prix d'Indonésie Circuit de Mandalika                       | Deuxième             | Pedro Acosta          | Troisième     | Alonso Lopez     | Troisième     | David Muñoz        |                        |                    |
| 15 | 27 au 29 septembre 2024     | Grand Prix d'Indonésie Circuit de Mandalika                       | Troisième            | Francesco Bagnaia     | Meilleur Tour | Aron Canet       | Meilleur Tour | Daniel Holgado     |                        |                    |
| 15 | 27 au 29 septembre 2024     | Grand Prix d'Indonésie Circuit de Mandalika                       | Meilleur tour        | Enea Bastianini       | Meilleur Tour | Aron Canet       | Meilleur Tour | Daniel Holgado     |                        |                    |
| 16 | 4 au 6 octobre 2024         | Grand Prix du Japon Twin Ring Motegi                              | Pole Position        | Pedro Acosta          | Pole Position | Jake Dixon       | Pole Position | Ivan Ortola        |                        |                    |
| 16 | 4 au 6 octobre 2024         | Grand Prix du Japon Twin Ring Motegi                              | Vainqueur Sprint     | Francesco Bagnaia     | Vainqueur     | Manuel González  | Vainqueur     | David Alonso       |                        |                    |
| 16 | 4 au 6 octobre 2024         | Grand Prix du Japon Twin Ring Motegi                              | Deuxième Sprint      | Enea Bastianini       | Vainqueur     | Manuel González  | Vainqueur     | David Alonso       |                        |                    |
| 16 | 4 au 6 octobre 2024         | Grand Prix du Japon Twin Ring Motegi                              | Troisième Sprint     | Marc Marquez          | Deuxième      | Ai Ogura         | Deuxième      | Collin Veijer      |                        |                    |
| 16 | 4 au 6 octobre 2024         | Grand Prix du Japon Twin Ring Motegi                              | Meilleur tour Sprint | Pedro Acosta          | Deuxième      | Ai Ogura         | Deuxième      | Collin Veijer      |                        |                    |
| 16 | 4 au 6 octobre 2024         | Grand Prix du Japon Twin Ring Motegi                              | Vainqueur            | Francesco Bagnaia     | Troisième     | Filip Salač      | Troisième     | Adrian Fernandez   |                        |                    |
| 16 | 4 au 6 octobre 2024         | Grand Prix du Japon Twin Ring Motegi                              | Deuxième             | Jorge Martin          | Troisième     | Filip Salač      | Troisième     | Adrian Fernandez   |                        |                    |
| 16 | 4 au 6 octobre 2024         | Grand Prix du Japon Twin Ring Motegi                              | Troisième            | Marc Marquez          | Meilleur Tour | Manuel González  | Meilleur Tour | David Alonso       |                        |                    |
| 16 | 4 au 6 octobre 2024         | Grand Prix du Japon Twin Ring Motegi                              | Meilleur tour        | Jorge Martin          | Meilleur Tour | Manuel González  | Meilleur Tour | David Alonso       |                        |                    |
| 17 | 18 au 20 octobre 2024       | Grand Prix d'Australie Circuit de Phillip Island                  | Pole Position        | Jorge Martin          | Pole Position | Fermin Aldeguer  | Pole Position | Ivan Ortola        |                        |                    |
| 17 | 18 au 20 octobre 2024       | Grand Prix d'Australie Circuit de Phillip Island                  | Vainqueur Sprint     | Jorge Martin          | Vainqueur     | Fermin Aldeguer  | Vainqueur     | David Alonso       |                        |                    |
| 17 | 18 au 20 octobre 2024       | Grand Prix d'Australie Circuit de Phillip Island                  | Deuxième Sprint      | Marc Marquez          | Vainqueur     | Fermin Aldeguer  | Vainqueur     | David Alonso       |                        |                    |
| 17 | 18 au 20 octobre 2024       | Grand Prix d'Australie Circuit de Phillip Island                  | Troisième Sprint     | Enea Bastianini       | Deuxième      | Aron Canet       | Deuxième      | Daniel Holgado     |                        |                    |
| 17 | 18 au 20 octobre 2024       | Grand Prix d'Australie Circuit de Phillip Island                  | Meilleur tour Sprint | Jorge Martin          | Deuxième      | Aron Canet       | Deuxième      | Daniel Holgado     |                        |                    |
| 17 | 18 au 20 octobre 2024       | Grand Prix d'Australie Circuit de Phillip Island                  | Vainqueur            | Marc Marquez          | Troisième     | Senna Agius      | Troisième     | Adrian Fernandez   |                        |                    |
| 17 | 18 au 20 octobre 2024       | Grand Prix d'Australie Circuit de Phillip Island                  | Deuxième             | Jorge Martin          | Troisième     | Senna Agius      | Troisième     | Adrian Fernandez   |                        |                    |
| 17 | 18 au 20 octobre 2024       | Grand Prix d'Australie Circuit de Phillip Island                  | Troisième            | Francesco Bagnaia     | Meilleur Tour | Aron Canet       | Meilleur Tour | Stefano Nepa       |                        |                    |
| 17 | 18 au 20 octobre 2024       | Grand Prix d'Australie Circuit de Phillip Island                  | Meilleur tour        | Marc Marquez          | Meilleur Tour | Aron Canet       | Meilleur Tour | Stefano Nepa       |                        |                    |
| 18 | 25 au 27 octobre 2024       | Grand Prix de Thaïlande Circuit international de Buriram          | Pole Position        | Francesco Bagnaia     | Pole Position | Ai Ogura         | Pole Position | Joel Kelso         |                        |                    |
| 18 | 25 au 27 octobre 2024       | Grand Prix de Thaïlande Circuit international de Buriram          | Vainqueur Sprint     | Enea Bastianini       | Vainqueur     | Aron Canet       | Vainqueur     | David Alonso       |                        |                    |
| 18 | 25 au 27 octobre 2024       | Grand Prix de Thaïlande Circuit international de Buriram          | Deuxième Sprint      | Jorge Martin          | Vainqueur     | Aron Canet       | Vainqueur     | David Alonso       |                        |                    |
| 18 | 25 au 27 octobre 2024       | Grand Prix de Thaïlande Circuit international de Buriram          | Troisième Sprint     | Francesco Bagnaia     | Deuxième      | Ai Ogura         | Deuxième      | Luca Lunetta       |                        |                    |
| 18 | 25 au 27 octobre 2024       | Grand Prix de Thaïlande Circuit international de Buriram          | Meilleur tour Sprint | Jorge Martin          | Deuxième      | Ai Ogura         | Deuxième      | Luca Lunetta       |                        |                    |
| 18 | 25 au 27 octobre 2024       | Grand Prix de Thaïlande Circuit international de Buriram          | Vainqueur            | Francesco Bagnaia     | Troisième     | Marcos Ramírez   | Troisième     | Collin Veijer      |                        |                    |
| 18 | 25 au 27 octobre 2024       | Grand Prix de Thaïlande Circuit international de Buriram          | Deuxième             | Jorge Martin          | Troisième     | Marcos Ramírez   | Troisième     | Collin Veijer      |                        |                    |
| 18 | 25 au 27 octobre 2024       | Grand Prix de Thaïlande Circuit international de Buriram          | Troisième            | Pedro Acosta          | Meilleur Tour | Ai Ogura         | Meilleur Tour | Luca Lunetta       |                        |                    |
| 18 | 25 au 27 octobre 2024       | Grand Prix de Thaïlande Circuit international de Buriram          | Meilleur tour        | Fabio Di Giannantonio | Meilleur Tour | Ai Ogura         | Meilleur Tour | Luca Lunetta       |                        |                    |
| 19 | 1 au 3 novembre 2024        | Grand Prix de Malaisie Circuit international de Sepang            | Pole Position        | Francesco Bagnaia     | Pole Position | Jorge Navarro    | Pole Position | Adrian Fernandez   |                        |                    |
| 19 | 1 au 3 novembre 2024        | Grand Prix de Malaisie Circuit international de Sepang            | Vainqueur Sprint     | Jorge Martin          | Vainqueur     | Celestino Vietti | Vainqueur     | David Alonso       |                        |                    |
| 19 | 1 au 3 novembre 2024        | Grand Prix de Malaisie Circuit international de Sepang            | Deuxième Sprint      | Marc Marquez          | Vainqueur     | Celestino Vietti | Vainqueur     | David Alonso       |                        |                    |
| 19 | 1 au 3 novembre 2024        | Grand Prix de Malaisie Circuit international de Sepang            | Troisième Sprint     | Enea Bastianini       | Deuxième      | Jorge Navarro    | Deuxième      | Taiyo Furusato     |                        |                    |
| 19 | 1 au 3 novembre 2024        | Grand Prix de Malaisie Circuit international de Sepang            | Meilleur tour Sprint | Jorge Martin          | Deuxième      | Jorge Navarro    | Deuxième      | Taiyo Furusato     |                        |                    |
| 19 | 1 au 3 novembre 2024        | Grand Prix de Malaisie Circuit international de Sepang            | Vainqueur            | Francesco Bagnaia     | Troisième     | Izan Guevara     | Troisième     | José Antonio Rueda |                        |                    |
| 19 | 1 au 3 novembre 2024        | Grand Prix de Malaisie Circuit international de Sepang            | Deuxième             | Jorge Martin          | Troisième     | Izan Guevara     | Troisième     | José Antonio Rueda |                        |                    |
| 19 | 1 au 3 novembre 2024        | Grand Prix de Malaisie Circuit international de Sepang            | Troisième            | Enea Bastianini       | Meilleur Tour | Celestino Vietti | Meilleur Tour | David Alonso       |                        |                    |
| 19 | 1 au 3 novembre 2024        | Grand Prix de Malaisie Circuit international de Sepang            | Meilleur tour        | Francesco Bagnaia     | Meilleur Tour | Celestino Vietti | Meilleur Tour | David Alonso       |                        |                    |
| 20 | 15 au 17 novembre 2024      | Grand Prix de Barcelone Circuit de Catalogne                      | Pole Position        | Francesco Bagnaia     | Pole Position | Aron Canet       | Pole Position | David Alonso       |                        |                    |
| 20 | 15 au 17 novembre 2024      | Grand Prix de Barcelone Circuit de Catalogne                      | Vainqueur Sprint     | Francesco Bagnaia     | Vainqueur     | Aron Canet       | Vainqueur     | David Alonso       |                        |                    |
| 20 | 15 au 17 novembre 2024      | Grand Prix de Barcelone Circuit de Catalogne                      | Deuxième Sprint      | Enea Bastianini       | Vainqueur     | Aron Canet       | Vainqueur     | David Alonso       |                        |                    |
| 20 | 15 au 17 novembre 2024      | Grand Prix de Barcelone Circuit de Catalogne                      | Troisième Sprint     | Jorge Martin          | Deuxième      | Manuel González  | Deuxième      | Daniel Holgado     |                        |                    |
| 20 | 15 au 17 novembre 2024      | Grand Prix de Barcelone Circuit de Catalogne                      | Meilleur tour Sprint | Francesco Bagnaia     | Deuxième      | Manuel González  | Deuxième      | Daniel Holgado     |                        |                    |
| 20 | 15 au 17 novembre 2024      | Grand Prix de Barcelone Circuit de Catalogne                      | Vainqueur            | Francesco Bagnaia     | Troisième     | Diogo Moreira    | Troisième     | Ángel Piqueras     |                        |                    |
| 20 | 15 au 17 novembre 2024      | Grand Prix de Barcelone Circuit de Catalogne                      | Deuxième             | Marc Marquez          | Troisième     | Diogo Moreira    | Troisième     | Ángel Piqueras     |                        |                    |
| 20 | 15 au 17 novembre 2024      | Grand Prix de Barcelone Circuit de Catalogne                      | Troisième            | Jorge Martin          | Meilleur Tour | Sergio García    | Meilleur Tour | Daniel Holgado     |                        |                    |
| 20 | 15 au 17 novembre 2024      | Grand Prix de Barcelone Circuit de Catalogne                      | Meilleur tour        | Marc Marquez          | Meilleur Tour | Sergio García    | Meilleur Tour | Daniel Holgado     |                        |                    |

## Championnat du Monde FIM MotoGP

### Pilotes

#### Arrivées
- Pedro Acosta arrive chez GasGas Tech3 Factory Racing en provenance du Moto2[4].

#### Transferts
- Álex Rins rejoint Monster Energy Yamaha Factory Racing
- Johann Zarco rejoint LCR Honda
- Franco Morbidelli rejoint Prima Pramac Racing
- Marc Márquez rejoint Gresini Racing MotoGP
- Luca Marini rejoint Repsol Honda Team
- Fabio Di Giannantonio rejoint Mooney VR46 Racing Team

#### Départs
- Pol Espargaró quitte GasGas Tech3 Factory Racing mais reste dans le groupe KTM en tant que pilote d'essai[5].

### Equipes
- Aprilia RNF MotoGP Team est exclue de la saison 2024[6].
- Trackhouse Racing rejoint la grille de la saison 2024, prenant la place laissée vacante par RNF[7].

### Participants
| Légende         |
| --------------- |
| Pilote débutant |

| Équipes Usines                       | Équipes Usines | Équipes Usines    | Équipes Usines | Équipes Usines    | Équipes Usines |
| Équipes                              | Constructeurs  | Moto              | Nº             | Pilotes           | Manche         |
| ------------------------------------ | -------------- | ----------------- | -------------- | ----------------- | -------------- |
| Aprilia Racing                       | Aprilia        | RS-GP 24          | 12             | Maverick Viñales  | 1-11           |
| Aprilia Racing                       | Aprilia        | RS-GP 24          | 41             | Aleix Espargaró   | 1-7, 10-11     |
| Ducati Lenovo Team                   | Ducati         | Desmosedici GP 24 | 1              | Francesco Bagnaia | 1-11           |
| Ducati Lenovo Team                   | Ducati         | Desmosedici GP 24 | 23             | Enea Bastianini   | 1-11           |
| Repsol Honda Team                    | Honda          | RC213V            | 10             | Luca Marini       | 1-11           |
| Repsol Honda Team                    | Honda          | RC213V            | 36             | Joan Mir          | 1-11           |
| Red Bull KTM Factory Racing          | KTM            | RC16              | 33             | Brad Binder       | 1-11           |
| Red Bull KTM Factory Racing          | KTM            | RC16              | 43             | Jack Miller       | 1-11           |
| Monster Energy Yamaha Factory Racing | Yamaha         | YZR-M1            | 20             | Fabio Quartararo  | 1-11           |
| Monster Energy Yamaha Factory Racing | Yamaha         | YZR-M1            | 42             | Álex Rins         | 1-8,11         |

| Équipes Satellites                | Équipes Satellites | Équipes Satellites | Équipes Satellites | Équipes Satellites    | Équipes Satellites |
| Équipes                           | Constructeurs      | Moto               | Nº                 | Pilotes               | Manche             |
| --------------------------------- | ------------------ | ------------------ | ------------------ | --------------------- | ------------------ |
| Trackhouse Racing                 | Aprilia            | RS-GP 23           | 25                 | Raúl Fernández        | 1-11               |
| Trackhouse Racing                 | Aprilia            | RS-GP 23           | 88                 | Miguel Oliveira       | 1-11               |
| Prima Pramac Racing               | Ducati             | Desmosedici GP 24  | 21                 | Franco Morbidelli     | 1-11               |
| Prima Pramac Racing               | Ducati             | Desmosedici GP 24  | 89                 | Jorge Martín          | 1-11               |
| Gresini Racing MotoGP             | Ducati             | Desmosedici GP 23  | 93                 | Marc Márquez          | 1-11               |
| Gresini Racing MotoGP             | Ducati             | Desmosedici GP 23  | 73                 | Álex Márquez          | 1-11               |
| Pertamina Enduro VR46 Racing Team | Ducati             | Desmosedici GP 23  | 49                 | Fabio Di Giannantonio | 1-10               |
| Pertamina Enduro VR46 Racing Team | Ducati             | Desmosedici GP 23  | 72                 | Marco Bezzecchi       | 1-11               |
| LCR Honda IDEMITSU                | Honda              | RC213V             | 30                 | Takaaki Nakagami      | 1-11               |
| LCR Honda Castrol                 | Honda              | RC213V             | 5                  | Johann Zarco          | 1-11               |
| GasGas Tech3 Factory Racing       | KTM                | RC16               | 37                 | Augusto Fernández ,   | 1-11               |
| GasGas Tech3 Factory Racing       | KTM                | RC16               | 31                 | Pedro Acosta ,        | 1-11               |

### Résultats MotoGP

#### Classement des pilotes
| Pos      | Pilote                | Moto    | Équipe                            | QAT  | POR    | AME    | SPA  | FRA  | CAT   | ITA  | NED    | GER      | GBR    | AUT  | ARA    | RSM  | EMI      | INA    | JPN  | AUS  | THA  | MAL  | BAR  | Pts |
| -------- | --------------------- | ------- | --------------------------------- | ---- | ------ | ------ | ---- | ---- | ----- | ---- | ------ | -------- | ------ | ---- | ------ | ---- | -------- | ------ | ---- | ---- | ---- | ---- | ---- | --- |
| Champion | Jorge Martín          | Ducati  | Prima Pramac Racing               | 3P 1 | 13     | 43     | Ret1 | 1P 1 | 24    | 3P   | 2      | RetP 1 F | 2      | 2P 2 | 2      | 151  | 2        | 1P     | 24 F | 2P 1 | 2    | 21   | 3    | 506 |
| 2        | Francesco Bagnaia     | Ducati  | Ducati Lenovo Team                | 14   | Ret4   | 58     | 1F   | 3    | 1     | 11 F | 1P 1 F | 13       | 3      | 11 F | Ret9   | 2P 2 | RetP 1 F | 31     | 1    | 34   | 1P 3 | 1P F | 1P 1 | 498 |
| 3        | Marc Márquez          | Ducati  | Gresini Racing MotoGP             | 45   | 162    | Ret2   | 2P 6 | 2    | 32    | 42   | 10     | 26       | 4      | 4    | 1P 1 F | 15 F | 34       | Ret3   | 3    | 12 F | 114  | 122  | 27 F | 392 |
| 4        | Enea Bastianini       | Ducati  | Ducati Lenovo Team                | 56   | 2P 6 F | 36     | 5    | 44 F | 185   | 2    | 34     | 4        | 1      | 34   | 57     | 34   | 13       | Ret2 F | 42   | 53   | 141  | 3    | 72   | 386 |
| 5        | Brad Binder           | KTM     | Red Bull KTM Factory Racing       | 2    | 4      | 9      | 6    | 8    | 8     | 106  | 6      | 98       | Ret4   | 57   | 46     | 47   | 196      | 8      | 6    | 7    | 69   | DNS7 | 69   | 217 |
| 6        | Pedro Acosta          | KTM     | Red Bull GasGas Tech3             | 98 F | 37     | 24     | 102  | Ret6 | 133 F | 53   | Ret    | 7        | 95     | 13   | 3      | 176  | Ret5     | 26     | RetP | WD   | 3    | 59   | 10   | 215 |
| 7        | Maverick Viñales      | Aprilia | Aprilia Racing                    | 109  | Ret1   | 1P 1 F | 9    | 53   | 128   | 85   | 53     | 127      | 138    | 7    | Ret    | 16   | 6        | 67     | Ret9 | 8    | 7    | 7    | 15   | 190 |
| 8        | Álex Márquez          | Ducati  | Gresini Racing MotoGP             | 67   | Ret    | 15     | 4    | 10   | 7     | 98   | 78     | 39       | 76     | 10   | Ret4   | 6    | 9        | Ret    | Ret7 | 15   | 105  | 4    | 45   | 173 |
| 9        | Franco Morbidelli     | Ducati  | Prima Pramac Racing               | 18   | 18     | Ret    | Ret4 | 7    | Ret   | 64   | 9      | 5        | 10     | 86   | 6      | Ret3 | 59       | 45     | 5    | 65   | Ret6 | 146  | 86   | 173 |
| 10       | Fabio Di Giannantonio | Ducati  | Pertamina Enduro VR46 Racing Team | 7    | 10     | 6      | 7    | 67   | 56    | 7    | 45     | Ret      | 59     | WD   | 8      | 9    | 14       | Ret9   | 86   | 47   | 48 F | INJ  | INJ  | 165 |
| 11       | Aleix Espargaró       | Aprilia | Aprilia Racing                    | 83   | 8      | 75     | Ret  | 95   | 4P 1  | 119  | DNS    | WD       | 6P 3 F | 93   | 10     | Ret  | 8        | Ret    | 9    | 168  | 9    | 13   | 54   | 163 |
| 12       | Marco Bezzecchi       | Ducati  | Pertamina Enduro VR46 Racing Team | 14   | 6      | 8      | 3    | Ret  | 119   | 13   | Ret    | 8        | 8      | 68   | 7      | 5    | 48       | 54     | 7    | 19   | Ret7 | 9    | 98   | 154 |
| 13       | Fabio Quartararo      | Yamaha  | Monster Energy Yamaha MotoGP Team | 11   | 79     | 12     | 155  | Ret  | 9     | 18   | 127    | 11       | 11     | 18   | Ret8   | 79   | 7        | 7      | 12   | 9    | 16   | 65   | 11   | 113 |
| 14       | Jack Miller           | KTM     | Red Bull KTM Factory Racing       | 21   | 5      | 137    | Ret  | Ret8 | Ret7  | 16   | 11     | 13       | 127    | 195  | 15     | 8    | 16       | Ret    | 108  | 11   | 5    | DNS8 | 13   | 87  |
| 15       | Miguel Oliveira       | Aprilia | Trackhouse Racing                 | 15   | 9      | 11     | 8    | Ret  | 10    | 14   | 15     | 62       | Ret    | 12   | Ret5   | 11   | 10       | DNS    | INJ  | INJ  | INJ  | INJ  | 12   | 80  |
| 16       | Raúl Fernández        | Aprilia | Trackhouse Racing                 | Ret  | Ret    | 109    | 11   | 119  | 6     | 12   | 8      | 10       | Ret    | Ret  | 16     | 18   | 13       | 10     | 15   | 106  | Ret  | 16   | 18   | 66  |
| 17       | Johann Zarco          | Honda   | Castrol Honda LCR                 | 12   | 15     | Ret    | Ret  | 12   | 16    | 19   | 13     | 17       | 14     | 21   | 13     | 12   | 15       | 98     | 11   | 12   | 8    | 11   | 14   | 55  |
| 18       | Takaaki Nakagami      | Honda   | Idemitsu Honda LCR                | 19   | 14     | Ret    | 14   | 14   | 14    | Ret  | 16     | 14       | 15     | 14   | 11     | 13   | 17       | 11     | 13   | 18   | 13   | Ret  | 17   | 33  |
| 19       | Álex Rins             | Yamaha  | Monster Energy Yamaha MotoGP Team | 16   | 13     | Ret    | 13   | 15   | 20    | 15   | Ret    | INJ      | DNS    | 16   | 9      | 19   | WD       | 12     | 16   | 13   | Ret  | 8    | 20   | 30  |
| 20       | Augusto Fernández     | KTM     | Red Bull GasGas Tech3             | 17   | 11     | 14     | Ret7 | 13   | Ret   | Ret  | 14     | 16       | 16     | 15   | 12     | Ret  | 18       | Ret    | Ret  | 179  | Ret  | 10   | 19   | 27  |
| 21       | Joan Mir              | Honda   | Repsol Honda Team                 | 13   | 12     | Ret    | 129  | Ret  | 15    | Ret  | Ret    | 18       | Ret    | 17   | 14     | WD   | 11       | Ret    | Ret  | Ret  | 15   | Ret  | Ret  | 21  |
| 22       | Luca Marini           | Honda   | Repsol Honda Team                 | 20   | 17     | 16     | 17   | 16   | 17    | 20   | 17     | 15       | 17     | Ret  | 17     | DNS  | 12       | Ret    | 14   | 14   | 12   | 15   | 16   | 14  |
| 23       | Pol Espargaró         | KTM     | Red Bull KTM Factory Racing       |      |        |        |      |      |       | 17   |        |          |        | 119  |        | 10   |          |        |      |      |      |      |      | 12  |
| 24       | Dani Pedrosa          | KTM     | Red Bull KTM Factory Racing       |      |        |        | Ret3 |      |       |      |        |          |        |      |        |      |          |        |      |      |      |      |      | 7   |
| 25       | Stefan Bradl          | Honda   | HRC Test Team                     |      |        |        | 16   |      | 19    |      |        | 20       |        | 22   |        | 14   |          |        |      |      |      |      | 22   | 2   |
| 26       | Remy Gardner          | Yamaha  | Monster Energy Yamaha MotoGP Team |      |        |        |      |      |       |      |        | 19       | 18     |      |        |      |          |        | 17   |      |      |      |      | 0   |
| 27       | Andrea Iannone        | Ducati  | Pertamina Enduro VR46 Racing Team |      |        |        |      |      |       |      |        |          |        |      |        |      |          |        |      |      |      | 17   |      | 0   |
| 28       | Lorenzo Savadori      | Aprilia | Aprilia Racing                    |      |        |        | Ret  |      |       | 21   | DNS    |          |        | 20   |        |      |          |        |      |      |      |      |      | 0   |
| 28       | Lorenzo Savadori      | Aprilia | Trackhouse Racing                 |      |        |        |      |      |       |      |        |          |        |      |        |      |          |        | Ret  | Ret  | Ret  | 18   |      | 0   |
| 29       | Michele Pirro         | Ducati  | Pertamina Enduro VR46 Racing Team |      |        |        |      |      |       |      |        |          |        |      |        |      |          |        |      |      |      |      | 21   | 0   |

Système d’attribution des points
| Position      | 1er | 2e | 3e | 4e | 5e | 6e | 7e | 8e | 9e | 10e | 11e | 12e | 13e | 14e | 15e |
| Points course | 25  | 20 | 16 | 13 | 11 | 10 | 9  | 8  | 7  | 6   | 5   | 4   | 3   | 2   | 1   |
| Points sprint | 12  | 9  | 7  | 6  | 5  | 4  | 3  | 2  | 1  |     |     |     |     |     |     |

## Championnat du Monde FIM Moto2

### Pilotes

#### Arrivées
- Senna Agius rejoint Liqui Moly Husqvarna Intact GP
- Xavier Cardelus rejoint Fantic Racing

Arrivées du Moto3 :
- Jaume Masia rejoint Pertamina Mandalika SAG Team
- Deniz Öncü rejoint Red Bull KTM Ajo
- Ayumu Sasaki rejoint Yamaha VR46 Master Camp Team
- Diogo Moreira rejoint Italtrans Racing Team
- Mario Aji rejoint IDEMITSU Honda Team Asia
- Xavier Artigas rejoint MV Agusta Forward Racing

#### Transferts
- Filip Salač rejoint Elf Marc VDS Racing Team
- Celestino Vietti rejoint Red Bull KTM Ajo
- Joe Roberts rejoint Onlyfans American Racing
- Ai Ogura rejoint MT Helmets - MSI
- Albert Arenas rejoint QJMotor Gresini Racing Moto2
- Aron Canet  rejoint Fantic Racing
- Manuel González rejoint QJMotor Gresini Racing Moto2
- Jeremy Alcoba rejoint Yamaha VR46 Master Camp Team

### Equipes
- Pons Racing quitte le championnat et est remplacée par MT Helmets - MSI. L'équipe signe un contrat avec Speed Up Racing pour utiliser des motos Boscoscuro.
- Aspar Team s'associe avec CFMoto[26]

### Participants
| Légende                                          |
| ------------------------------------------------ |
| Pilote débutant                                  |
| Remplaçant                                       |
| Invité                                           |
| Engagé mais n'a pas pris part aux qualifications |

| Équipes                        | Constructeurs | Moto  | Nº | Pilotes                 | Manche |
| ------------------------------ | ------------- | ----- | -- | ----------------------- | ------ |
| Speed Up Racing                | Boscoscuro    | B-24  | 54 | Fermín Aldeguer         | 1-3    |
| Speed Up Racing                | Boscoscuro    | B-24  | 21 | Alonso Lopez            | 1-3    |
| MT Helmets - MSI               | Boscoscuro    | B-24  | 3  | Sergio Garcia           | 1-3    |
| MT Helmets - MSI               | Boscoscuro    | B-24  | 79 | Ai Ogura                | 1-3    |
| Onlyfans American Racing       | Kalex         | Moto2 | 16 | Joe Roberts             | 1-3    |
| Onlyfans American Racing       | Kalex         | Moto2 | 24 | Marcos Ramirez          | 1-3    |
| CFMoto Aspar Team              | Kalex         | Moto2 | 28 | Izan Guevara            | 1-3    |
| CFMoto Aspar Team              | Kalex         | Moto2 | 96 | Jake Dixon              | 3      |
| CFMoto Aspar Team              | Kalex         | Moto2 | 96 | Jake Dixon              | 1-2    |
| QJMotor Gresini Racing Moto2   | Kalex         | Moto2 | 18 | Manuel González         | 1-3    |
| QJMotor Gresini Racing Moto2   | Kalex         | Moto2 | 75 | Albert Arenas           | 1-3    |
| IDEMITSU Honda Team Asia       | Kalex         | Moto2 | 35 | Somkiat Chantra         | 1-3    |
| IDEMITSU Honda Team Asia       | Kalex         | Moto2 | 34 | Mario Aji               | 1-3    |
| Italtrans Racing Team          | Kalex         | Moto2 | 10 | Diogo Moreira           | 1-3    |
| Italtrans Racing Team          | Kalex         | Moto2 | 71 | Dennis Foggia           | 1-3    |
| Liqui Moly Husqvarna Intact GP | Kalex         | Moto2 | 81 | Senna Agius             | 1-3    |
| Liqui Moly Husqvarna Intact GP | Kalex         | Moto2 | 15 | Darryn Binder           | 1-3    |
| Elf Marc VDS Racing Team       | Kalex         | Moto2 | 14 | Tony Arbolino           | 1-3    |
| Elf Marc VDS Racing Team       | Kalex         | Moto2 | 12 | Filip Salač             | 1, 3   |
| Fantic Racing                  | Kalex         | Moto2 | 44 | Aron Canet              | 1-3    |
| Fantic Racing                  | Kalex         | Moto2 | 20 | Xavier Cardelus         | 1-3    |
| Pertamina Mandalika SAG Team   | Kalex         | Moto2 | 5  | Jaume Masia             | 1-3    |
| Pertamina Mandalika SAG Team   | Kalex         | Moto2 | 64 | Bo Bendsneyder          | 1-3    |
| Red Bull KTM Ajo               | Kalex         | Moto2 | 13 | Celestino Vietti        | 1-3    |
| Red Bull KTM Ajo               | Kalex         | Moto2 | 53 | Deniz Öncü              | 1-3    |
| Fieten Olie Racing GP          | Kalex         | Moto2 | 7  | Barry Baltus            | 1-3    |
| Fieten Olie Racing GP          | Kalex         | Moto2 | 84 | Zonta van der Goorbergh | 1-3    |
| Yamaha VR46 Master Camp Team   | Kalex         | Moto2 | 52 | Jeremy Alcoba           | 1-2    |
| Yamaha VR46 Master Camp Team   | Kalex         | Moto2 | 22 | Ayumu Sasaki            | 1-2    |
| MV Agusta Forward Racing       | MV Agusta     | F2    | 17 | Alex Escrig             | 1-3    |
| MV Agusta Forward Racing       | MV Agusta     | F2    | 43 | Xavier Artigas          | 1, 3   |
| MV Agusta Forward Racing       | MV Agusta     | F2    | 43 | Xavier Artigas          | 2      |

### Résultats Moto2

#### Classement des pilotes
| Pos      | Pilote                  | Moto       | Équipe                          | QAT   | POR | AME | SPA | FRA  | CAT  | ITA | NED | GER | GBR | AUT  | ARA  | RSM  | EMI  | INA  | JPN | AUS | THA  | MAL | BAR | Pts |
| -------- | ----------------------- | ---------- | ------------------------------- | ----- | --- | --- | --- | ---- | ---- | --- | --- | --- | --- | ---- | ---- | ---- | ---- | ---- | --- | --- | ---- | --- | --- | --- |
| Champion | Ai Ogura                | Boscoscuro | MT Helmets – MSi                | 4     | 5   | 7   | 6   | 2    | 1    | 5   | 1   | 3   | 14P | WD   | 8    | 1    | 4    | 2    | 2   | 4   | 2P F | Ret | 4   | 274 |
| 2        | Arón Canet              | Kalex      | Fantic Racing                   | 10P F | 1   | 9P  | DNS | 6P F | Ret  | 6F  | Ret | Ret | 2F  | 4    | Ret  | 2    | 2    | 1P F | 16  | 2F  | 1    | 8   | 1P  | 234 |
| 3        | Manuel González         | Kalex      | QJmotor Gresini Moto2           | 5     | 3P  | 13  | 3   | 24   | 22   | 2   | 9   | 12  | 5   | 13   | 5    | 4    | 11   | 8    | 1F  | 6   | 9    | 11  | 2   | 195 |
| 4        | Sergio García           | Boscoscuro | MT Helmets – MSi                | 3     | 6   | 1   | 4   | 1    | 2P   | 4   | 3F  | 7   | 4   | 14   | Ret  | 12   | Ret  | Ret  | 14  | 9   | 12   | 14  | 6F  | 191 |
| 5        | Fermín Aldeguer         | Boscoscuro | Speed Up Racing                 | 16    | 4F  | 3   | 1P  | 7    | RetF | Ret | 2P  | 1   | 12  | 20   | Ret  | 6    | 5    | 4    | 12  | 1P  | Ret  | INJ | 10  | 181 |
| 6        | Alonso López            | Boscoscuro | Speed Up Racing                 | 1     | 25  | 4F  | Ret | 3    | 7    | 3   | 8   | 10  | 9   | 2    | 4    | RetF | 9    | 3    | 9   | Ret | 11   | 13  | 9   | 178 |
| 7        | Celestino Vietti        | Kalex      | Red Bull KTM Ajo                | 9     | 7   | 10  | 9   |      | Ret  | 7   | 10  | 5P  | 3   | 1P F | 10   | Ret  | 1P F | 12   | 7   | WD  | INJ  | 1F  | Ret | 165 |
| 8        | Jake Dixon              | Kalex      | CFMoto Aspar Team               | DNS   | DNS | 23  | Ret | 17   | 3    | 12  | 4   | 2   | 1   | 3    | 1P F | 5    | Ret  | 22   | 13P | Ret | 7    | 4   | Ret | 155 |
| 9        | Joe Roberts             | Kalex      | OnlyFans American Racing Team   | 7     | 2   | 2   | 2F  | 4    | 8    | 1P  | DNS | 8   | Ret | 9    | Ret  | 13   | 6    | 6    | 27  | WD  | INJ  | INJ | INJ | 153 |
| 10       | Tony Arbolino           | Kalex      | Elf Marc VDS Racing Team        | 20    | 12  | 11  | 7   | 8    | 9    | 16  | 6   | 9F  | Ret | 5    | 2    | 3P   | 3    | 7    | 11  | 8   | Ret  | 5   | 14  | 148 |
| 11       | Marcos Ramírez          | Kalex      | OnlyFans American Racing Team   | 6     | 9   | 5   | Ret | 15   | DSQ  | 10  | 7   | 18  | 15  | 6    | 7    | 15   | 8    | 10   | 19  | 10  | 3    | 6   | 12  | 115 |
| 12       | Somkiat Chantra         | Kalex      | Idemitsu Honda Team Asia        | 11    | 10  | 21  | 10  | 5    | Ret  | 9   | 5   | 6   | Ret | 8    | 6    | 14   | 14   | Ret  |     |     | 4    | 9   | 11  | 103 |
| 13       | Albert Arenas           | Kalex      | QJmotor Gresini Moto2           | 8     | 8   | 12  | 5   | 9    | 6    | 19  | Ret | 21  | 8   | 17   | 18   | 9    | 17   | 14   | 22  | 13  | 8    | 12  | 8   | 88  |
| 14       | Diogo Moreira           | Kalex      | Italtrans Racing Team           | 22    | 18  | 14  | Ret | 26   | Ret  | 11  | 16  | 4   | Ret | 16   | 17   | 8    | DNS  |      | 8   | 5   | 5    | 10  | 3   | 80  |
| 15       | Jeremy Alcoba           | Kalex      | Yamaha VR46 Master Camp Team    | 12    | 11  | 8   | 8   | 11   | 4    | Ret | 13  | 14  | 7   | 24   | 21   | 17   | 15   | 13   | 4   | 11  | Ret  | Ret |     | 79  |
| 16       | Filip Salač             | Kalex      | Elf Marc VDS Racing Team        | 21    |     | 15  | 11  | 12   | 12   | Ret | DNS | INJ | Ret | 10   | 11   | 7    | 10   | 15   | 3   | 14  | 14   | 15  | 5   | 75  |
| 17       | Izan Guevara            | Kalex      | CFMoto Aspar Team               | Ret   | 22  | 20  | 12  | 10   | Ret  | 8   | 19  | 13  | 20  | 12   | Ret  | 21   | 13   | DSQ  | 10  | 16  | 6    | 3   | 7   | 69  |
| 18       | Senna Agius             | Kalex      | Liqui Moly Husqvarna Intact GP  | 17    | 14  | 17  | Ret | 13   | 5    | 17  | 11  | 11  | 10  | 15   | 16   | 11   | 7    | Ret  | 20  | 3   | Ret  | Ret | 13  | 66  |
| 19       | Darryn Binder           | Kalex      | Liqui Moly Husqvarna Intact GP  | 18    | 15  | 27  | 19  | 14   | 14   | Ret | 15  | 25  | 6   | 7    | 9    | 10   | 16   | 5    | 15  | 12  | Ret  | Ret | 16  | 54  |
| 20       | Deniz Öncü              | Kalex      | Red Bull KTM Ajo                | 15    | 20  | 22  | 14  | 18   | 19   | 13  |     |     |     | 11   | 3    | 19   | Ret  | 9    | 17  | 21  | 10   | 7   | 22  | 49  |
| 21       | Barry Baltus            | Kalex      | RW-Idrofoglia Racing GP         | 2     | 13  | 16  | Ret | Ret  | 21   | 18  | 17  | 20  | 16  | Ret  | 13   | 18   | 18   | 11   | 18  | 7   | Ret  | 18  | 18  | 40  |
| 22       | Zonta van den Goorbergh | Kalex      | RW-Idrofoglia Racing GP         | 13    | 19  | Ret | 13  | 25   | 11   | 14  | Ret | Ret | 11  | 18   | 14   | 23   | Ret  | 17   | 5   | Ret | 19   | NC  | Ret | 31  |
| 23       | Jorge Navarro           | Forward    | Klint Forward Factory Team      |       |     |     | 18  | 20   | 10   |     |     |     | 18  | Ret  | 23   |      |      |      |     |     | 15   | 2P  | Ret | 27  |
| 24       | Dennis Foggia           | Kalex      | Italtrans Racing Team           | 19    | 17  | 6   | Ret | 19   | Ret  | 20  | 12  | 16  | 19  | Ret  | Ret  | 22   | 12   |      | 26  | Ret | 18   | 19  | 25  | 18  |
| 25       | Xavier Artigas          | Forward    | Klint Forward Factory Team      | 27    | DNS | 25  | 20  | Ret  | 20   | 25  | 23  | 23  | 23  | 25   | Ret  | 26   | 22   | 20   | 6   | 19  | 21   | 22  | 24  | 10  |
| 26       | Ayumu Sasaki            | Kalex      | Yamaha VR46 Master Camp Team    | Ret   | Ret |     | DNS | 22   | Ret  | Ret | Ret | 24  | 21  | 21   | 12   | 16   | 19   | 16   | 21  | Ret | 13   |     |     | 7   |
| 27       | Bo Bendsneyder          | Kalex      | Pertamina Mandalika Gas Up Team | 14    | 16  | 18  | Ret | INJ  | INJ  | INJ | 14  | Ret | 13  | 22   | Ret  | 20   |      |      |     |     |      |     |     | 7   |
| 28       | Jaume Masià             | Kalex      | Pertamina Mandalika Gas Up Team | 25    | 21  | 19  | Ret | 16   | 13   | 21  | 24  | 15  | Ret | 19   | 19   | 24   | Ret  | Ret  | 24  | Ret | 17   | 16  | 15  | 5   |
| 29       | Mario Aji               | Kalex      | Idemitsu Honda Team Asia        | 24    | 23  | Ret | 16  | DNS  | 15   | 15  | 22  | Ret | Ret | Ret  | 15   | 25   | 21   | 18   | Ret | 15  | 16   | 17  | 17  | 4   |
| 29       | Matteo Ferrari          | Kalex      | QJmotor Gresini Moto2           |       |     |     | 15  |      |      |     |     |     |     |      |      |      | Ret  |      |     |     |      |     |     | 1   |
| 30       | Xavi Cardelús           | Kalex      | Fantic Racing                   | 23    | Ret | 26  | 17  | 21   | 16   | 23  | DNS | INJ | Ret | 26   | 22   | 27   | 23   | Ret  | 25  | 20  | 20   | 21  | 23  | 0   |
| 31       | Marcel Schrötter        | Kalex      | Red Bull KTM Ajo                |       |     |     |     |      |      |     | 18  | 17  | 17  |      |      |      |      |      |     |     |      |     |     | 0   |
| 32       | Álex Escrig             | Forward    | Klint Forward Factory Team      | 26    | 24  | 24  | Ret |      | 18   | 24  | 21  | 22  | 22  | Ret  | 24   |      | 24   | 19   | 23  | 17  | Ret  | 20  | 20  | 0   |
| 33       | Mattia Pasini           | Boscoscuro | Team Ciatti Speed Up            |       |     |     |     |      | 17   | 26  |     |     |     | 23   |      | Ret  |      |      |     |     |      |     |     | 0   |
| 34       | Harrison Voight         | Kalex      | Pertamina Mandalika Gas Up Team |       |     |     |     |      |      |     |     |     |     |      |      |      |      |      |     | 18  | 22   | Ret |     | 0   |
| 35       | Daniel Muñoz            | Kalex      | Pertamina Mandalika Gas Up Team |       |     |     |     | 23   | Ret  | 22  | 20  | 19  |     |      | 20   |      | 20   | 21   |     |     |      |     | 19  | 0   |
| 36       | Stefano Manzi           | Kalex      | Yamaha VR46 Master Camp Team    |       |     |     |     |      |      |     |     |     |     |      |      |      |      |      |     |     |      |     | 21  | 0   |
| 37       | Helmi Azman             | Kalex      | Petronas MIE Racing RW          |       |     |     |     |      |      |     |     |     |     |      |      |      |      |      |     |     |      | 23  |     | 0   |
| 38       | Andrea Migno            | Kalex      | Yamaha VR46 Master Camp Team    |       |     |     |     |      |      |     |     |     |     |      |      |      |      |      |     |     |      |     | 26  | 0   |
| 39       | Simone Corsi            | Forward    | Klint Forward Factory Team      |       |     |     |     |      |      |     |     |     |     |      |      |      |      |      |     |     |      |     | 27  | 0   |
| 40       | Unai Orradre            | Forward    | Klint Forward Factory Team      |       |     |     |     |      |      |     |     |     |     |      |      | 28   |      |      |     |     |      |     |     | 0   |
| 41       | Roberto Garcia          | Kalex      | Fantic Racing                   |       |     |     |     |      |      |     |     | Ret |     |      |      |      |      |      |     |     |      |     | Ret | 0   |
| 42       | Alberto Surra           | Boscoscuro | Speed Up Racing                 |       |     |     |     |      |      |     |     |     |     |      |      |      |      |      |     |     |      | Ret |     | 0   |

Système d’attribution des points
| Position | 1er | 2e | 3e | 4e | 5e | 6e | 7e | 8e | 9e | 10e | 11e | 12e | 13e | 14e | 15e |
| Points   | 25  | 20 | 16 | 13 | 11 | 10 | 9  | 8  | 7  | 6   | 5   | 4   | 3   | 2   | 1   |

## Championnat du Monde FIM Moto3

### Pilotes

#### Arrivées
- Joel Esteban rejoint CFMoto Aspar Team
- Angel Piqueras rejoint Leopard Racing
- Adrian Fernandez rejoint Leopard Racing
- David Almansa rejoint Rivalcold Snipers Team
- Luca Lunetta rejoint SIC58 Squadra Corse
- Nicola Carraro rejoint Angelus MTA Racing
- Noah Dettwiler rejoint CIP Green Power
- Xabier Zurutuza rejoint Red Bull KTM Ajo
- Jacob Roulstone rejoint Red Bull GasGas Tech3
- Tatchakorn Buasri rejoint IDEMITSU Honda Team Asia

#### Transferts
- Tatsuki Suzuki rejoint Liqui Moly Husqvarna Intact GP
- Joel Kelso rejoint  BOÉ Motorsports
- Ryusei Yamanaka rejoint MT Helmets - MSI
- Ivan Ortola rejoint MT Helmets - MSI
- Filippo Farioli rejoint SIC58 Squadra Corse

#### Départs
- Jaume Masia, Deniz Öncü, Ayumu Sasaki, Diogo Moreira, Mario Aji et Xavier Artigas quittent la catégorie pour rejoindre le Moto2. Lorenzo Fellon quitte lui aussi le championnat.

### Equipes
- Prüstel GP quitte la catégorie
- Aspar Team s'associe avec CFMoto[26]
- Tech3 s'associe avec GasGas[31]

### Participants
| Légende                                          |
| ------------------------------------------------ |
| Pilote débutant                                  |
| Remplaçant                                       |
| Invité                                           |
| Engagé mais n'a pas pris part aux qualifications |

| Équipes                        | Constructeurs | Moto     | Nº | Pilotes            | Manche |
| ------------------------------ | ------------- | -------- | -- | ------------------ | ------ |
| CFMoto Aspar Team              | CFMoto        | RC250GP  | 78 | Joel Esteban       | 1-2    |
| CFMoto Aspar Team              | CFMoto        | RC250GP  | 80 | David Alonso       | 1-2    |
| IDEMITSU Honda Team Asia       | Honda         | NSF250RW | 5  | Tatchakorn Buasri  | 1-2    |
| IDEMITSU Honda Team Asia       | Honda         | NSF250RW | 72 | Taiyo Furusato     | 1-2    |
| Leopard Racing                 | Honda         | NSF250RW | 36 | Ángel Piqueras     | 1-2    |
| Leopard Racing                 | Honda         | NSF250RW | 31 | Adrian Fernandez   | 1-2    |
| Rivalcold Snipers Team         | Honda         | NSF250RW | 18 | Matteo Bertelle    | 1-2    |
| Rivalcold Snipers Team         | Honda         | NSF250RW | 22 | David Almansa      | 1      |
| Rivalcold Snipers Team         | Honda         | NSF250RW | 71 | Hamad Al Sahouti   | 2      |
| SIC58 Squadra Corse            | Honda         | NSF250RW | 7  | Filippo Farioli    | 1-2    |
| SIC58 Squadra Corse            | Honda         | NSF250RW | 58 | Luca Lunetta       | 1-2    |
| VisionTrack Racing Team        | Honda         | NSF250RW | 19 | Scott Ogden        | 1-2    |
| VisionTrack Racing Team        | Honda         | NSF250RW | 70 | Joshua Whatley     | 1-2    |
| Liqui Moly Husqvarna Intact GP | Husqvarna     | FR250GP  | 24 | Tatsuki Suzuki     | 1-2    |
| Liqui Moly Husqvarna Intact GP | Husqvarna     | FR250GP  | 95 | Collin Veijer      | 1-2    |
| Angeluss MTA Racing            | KTM           | RC250GP  | 9  | Nicola Carraro     | 1-2    |
| Angeluss MTA Racing            | KTM           | RC250GP  | 82 | Stefano Nepa       | 1-2    |
| BOÉ Motorsports                | KTM           | RC250GP  | 64 | David Muñoz        | 1-2    |
| BOÉ Motorsports                | KTM           | RC250GP  | 66 | Joel Kelso         | 1-2    |
| CIP Green Power                | KTM           | RC250GP  | 54 | Ricardo Rossi      | 1-2    |
| CIP Green Power                | KTM           | RC250GP  | 55 | Noah Dettwiler     | 1-2    |
| MT Helmets - MSI               | KTM           | RC250GP  | 48 | Ivan Ortola        | 1-2    |
| MT Helmets - MSI               | KTM           | RC250GP  | 6  | Ryusei Yamanaka    | 1-2    |
| Red Bull KTM Ajo               | KTM           | RC250GP  | 85 | Xabier Zurutuza    | TBA    |
| Red Bull KTM Ajo               | KTM           | RC250GP  | 85 | Vincente Perez     | 1-2    |
| Red Bull KTM Ajo               | KTM           | RC250GP  | 99 | José Antonio Rueda | 1-2    |
| Red Bull GasGas Tech3          | GasGas        | RC250GP  | 12 | Jacob Roulstone    | 1-2    |
| Red Bull GasGas Tech3          | GasGas        | RC250GP  | 96 | Daniel Holgado     | 1-2    |

### Résultats Moto3

#### Classement des pilotes
| Pos      | Pilote                | Moto      | Équipe                         | QAT | POR | AME | SPA | FRA | CAT | ITA | NED | GER | GBR | AUT | ARA | RSM | EMI | INA | JPN | AUS  | THA | MAL  | BAR | Pts |
| -------- | --------------------- | --------- | ------------------------------ | --- | --- | --- | --- | --- | --- | --- | --- | --- | --- | --- | --- | --- | --- | --- | --- | ---- | --- | ---- | --- | --- |
| Champion | David Alonso          | CFMoto    | CFMoto Aspar Team              | 1   | 4F  | 1P  | 11P | 1P  | 1   | 1P  | 5   | 1   | 2   | 1   | 4P  | 8P  | 1   | 1   | 1F  | 1    | 1   | 1F   | 1P  | 421 |
| 2        | Daniel Holgado        | Gas Gas   | Red Bull GasGas Tech3          | 2P  | 1   | 2F  | 7   | 2   | 6   | 14  | 11  | 7   | 4   | 3   | 9   | 2   | 4   | 6F  | 4   | 2    | 12  | Ret  | 2F  | 256 |
| 3        | Collin Veijer         | Husqvarna | Liqui Moly Husqvarna Intact GP | 5   | 6   | Ret | 1   | 3   | 4   | 2F  | 2   | 18P | 3   | 5   | 2   | 5   | 3F  | Ret | 2   | 18   | 3   | 5    | 10  | 242 |
| 4        | Iván Ortolá           | KTM       | MT Helmets – MSi               | 9   | 3   | Ret | 3   | 5   | 2P  | 6   | 1   | 3F  | 1P  | 9P  | 12  | 3   | 5   | 9P  | 16P | RetP | 4   | 4    | 9   | 224 |
| 5        | David Muñoz           | KTM       | Boé Motorsports                | 16  | 9   | 5   | 2   | Ret | 5   | 5   | 3   | 8   | 12  | 2   | 7   | Ret | Ret | 3   | 8   | 5    | 6   | 17   | 6   | 172 |
| 6        | Adrián Fernández      | Honda     | Leopard Racing                 | Ret | 10  | 11  | 6   | 6   | 10  | 8   | 7F  | 4   | 8F  | 6   | 11  | 13  | 8   | 2   | 3   | 3    | 22  | RetP | 11  | 158 |
| 7        | José Antonio Rueda    | KTM       | Red Bull KTM Ajo               | Ret | 2P  | DNS | WD  | 8   | 3F  | 15  | 4   | Ret | 9   | 7   | 1F  | Ret | 10  | 11  | 5   | 9    | 16  | 3    | 4   | 157 |
| 8        | Ángel Piqueras        | Honda     | Leopard Racing                 | 12  | Ret | 3   | 10  | 10  | 12  | 11  | 8P  | 5   | Ret | 4   | Ret | 1F  | 2   | 4   | Ret | 10   | Ret | Ret  | 3   | 153 |
| 9        | Joel Kelso            | KTM       | Boé Motorsports                | 8   | 5   | 7   | 5   | 13  | Ret | 12  | 12  | 11  | 7   | 8   | 5   | 6   | 7   | 8   | 21  | 11   | 7P  | 6    | 12  | 138 |
| 10       | Taiyo Furusato        | Honda     | Honda Team Asia                | 3   | 17  | Ret | 17  | 14  | Ret | 4   | 13  | 2   |     | 15  | 6   | 4   | 13P | Ret | 9   | 7    | 5   | 2    | 7   | 135 |
| 11       | Ryusei Yamanaka       | KTM       | MT Helmets – MSi               | Ret | Ret | 4   | 4F  | 7   | 11  | 3   | 10  | 6   | 6   | 13  | 19  | 17  | 15  | 17  | 6   | 6    | 11  | 7    | 5   | 131 |
| 12       | Luca Lunetta          | Honda     | Sic58 Squadra Corse            | 15  | 22  | 19  | 20  | 11  | 7   | 7   | 6   | Ret |     | 17  | 3   | 9   | 6   | 5   | Ret | 8    | 2F  | 10   | 18  | 112 |
| 13       | Stefano Nepa          | KTM       | LevelUp – MTA                  | 6   | 7   | 18  | 9   | 17  | 13  | Ret | 9   | 12  | 5   | Ret | 13  | 14  | 14  | 15  | 10  | 4F   | 9   | 8    | Ret | 93  |
| 14       | Tatsuki Suzuki        | Husqvarna | Liqui Moly Husqvarna Intact GP | 7F  | 12  | 6   | 25  | 9   | 15  | Ret | Ret | 9   | 10  | 12F | 14  | 7   | 11  | 7   | 7   | 15   | 10  | Ret  | 13  | 91  |
| 15       | Jacob Roulstone       | Gas Gas   | Red Bull GasGas Tech3          | 10  | 11  | 8   | 12  | 12  | 8   | 9   | 14  | Ret | 17  | 14  | 21  | 12  | 21  | 16  | 17  | 13   | 15  | 12   | 8   | 64  |
| 16       | Matteo Bertelle       | Honda     | Rivacold Snipers Team          | Ret | DSQ | 10  | 14  | Ret | 17  | 10  | 21  | 15  | 11  | 11  | 10  | Ret | 9   | 12  | 11  | 14   | 21  | 9    | 15  | 57  |
| 17       | Joel Esteban          | CFMoto    | CFMoto Aspar Team              | 11  | 8   | 9   | Ret | 4F  | 14  | 18  | 15  | 14  | 13  | 25  | 15  | 22  | 20  | 14  | 15  | 16   | Ret | Ret  | INJ | 45  |
| 18       | Riccardo Rossi        | KTM       | CIP Green Power                | 4   | Ret | 16  | 18  | Ret | Ret | 13  | 18  | 19  | 14  | 10  | 20  | Ret | 23  | Ret | 14  | 12   | 13  | Ret  | Ret | 33  |
| 19       | Filippo Farioli       | Honda     | Sic58 Squadra Corse            | Ret | 16  | 15  | 13  | Ret | 9   | 19  | 22  | 13  | 16  | 26  | Ret | 10  | 12  | Ret | 13  | Ret  | 14  | 13   | 20  | 32  |
| 20       | Scott Ogden           | Honda     | MLav Racing                    | 13  | 14  | DSQ | 19  | Ret | 16  | 17  | 17  | 10  | Ret | 19  | 16  | 15  | 18  | 13  | 19  | 22   | 8   | Ret  | 17  | 23  |
| 21       | Nicola Carraro        | KTM       | LevelUp – MTA                  | 14  | 15  | 12  | 8   | 19  | 18  | 16  | 16  | 17  | 15  | 16  |     | 16  | 16  | 10  | Ret | Ret  | 19  | Ret  | 16  | 22  |
| 22       | David Almansa         | Honda     | Rivacold Snipers Team          | DNS | INJ | DNS | 15  | 15  | Ret | 21  | Ret | 20  | 18  | 20  | 18  | 11  | 17  | Ret | 12  | Ret  | 20  | 11   | 14  | 18  |
| 23       | Xabi Zurutuza         | KTM       | Red Bull KTM Ajo               |     |     | 13  | 22  | 16  | 19  | Ret | 19  | 16  | Ret | 18  | 8   | 18  | 19  | Ret | 18  | 17   | 18  | 14   | 22  | 13  |
| 24       | Vicente Pérez         | KTM       | Red Bull KTM Ajo               | Ret | 13  |     | 16  |     |     |     |     |     |     |     |     |     |     |     |     |      |     |      |     | 3   |
| 24       | Vicente Pérez         | Honda     | MLav Racing                    |     |     |     |     |     |     |     |     |     | Ret | 23  |     | Ret | Ret |     |     |      |     |      |     | 3   |
| 25       | Noah Dettwiler        | KTM       | CIP Green Power                | 17  | 19  | 14  | 21  | 18  | 21  | 20  | 23  | 23  | 20  | 24  | 17  | 20  | 22  | 18  | Ret | 21   | 23  | 18   | 23  | 2   |
| 26       | Tatchakorn Buasri     | Honda     | Honda Team Asia                | 19  | 20  | DNS | 24  | 20  | 22  | 22  | 20  | 22  | 19  | 21  | Ret | 21  | Ret | Ret | Ret | 20   | 17  | 15   | 24  | 1   |
| 27       | Eddie O'Shea          | Honda     | MLav Racing                    |     |     |     |     |     |     |     |     |     |     |     |     |     |     | DNS |     | 19   | Ret | 16   | 21  | 0   |
| 28       | Joshua Whatley        | Honda     | MLav Racing                    | 18  | 18  | 17  | 23  | 21  | 20  | 23  | 24  | 21  |     |     |     |     |     |     |     |      |     |      |     | 0   |
| 29       | Jakob Rosenthaler     | Husqvarna | Liqui Moly Husqvarna Intact GP |     |     |     |     |     |     |     |     |     |     | 22  |     | 19  |     |     |     |      |     |      |     | 0   |
| 30       | Álvaro Carpe          | KTM       | Red Bull KTM Ajo               |     |     |     |     |     |     |     |     |     |     |     |     |     |     |     |     |      |     |      | 19  | 0   |
| 31       | Rei Wakamatsu         | Honda     | MLav Racing                    |     |     |     |     |     |     |     |     |     |     |     |     |     |     |     | 20  |      |     |      |     | 0   |
| 32       | Hamad Al Sahouti      | Honda     | Rivacold Snipers Team          |     | 21  |     |     |     |     |     |     |     |     |     |     |     |     |     |     |      |     |      |     | 0   |
| 33       | Danial Shahril        | Honda     | Sic58 Squadra Corse            |     |     |     |     |     |     |     |     |     | 21  |     |     |     |     |     |     |      |     |      |     | 0   |
| 34       | Fadillah Arbi Aditama | Honda     | Astra Honda Team Asia          |     |     |     |     |     | 23  |     |     |     |     |     | 22  |     |     | Ret |     |      |     |      |     | 0   |
| 35       | Marcos Uriarte        | CFMoto    | CFMoto Aspar Team              |     |     |     |     |     |     |     |     |     |     |     |     |     |     |     |     |      |     |      | 25  | 0   |

Système d’attribution des points
| Position | 1er | 2e | 3e | 4e | 5e | 6e | 7e | 8e | 9e | 10e | 11e | 12e | 13e | 14e | 15e |
| Points   | 25  | 20 | 16 | 13 | 11 | 10 | 9  | 8  | 7  | 6   | 5   | 4   | 3   | 2   | 1   |

## Championnat du monde FIM MotoE

### Changements de pilotes

#### Arrivées
- Lukas Tulovic rejoint Dynavolt Intact GP

#### Transferts
- Mattia Casadei quitte HP Pons Los40 pour rejoindre LCR E-Team

#### Départs
- Randy Krummenacher quitte Dynavolt Intact GP

### Equipes
- Pramac Racing quitte le championnat, laissant sa place à Aruba.it
- RNF quitte le championnat
- Forward Racing rejoint le championnat, récupérant la place laissé vacante par RNF
- Pons Racing quitte le championnat, laissant sa place à MT Helmets - MSI

### Participants
| Légende                                          |
| ------------------------------------------------ |
| Pilote débutant                                  |
| Remplaçant                                       |
| Invité                                           |
| Engagé mais n'a pas pris part aux qualifications |

| Équipes                       | Constructeurs | Moto | Nº | Pilotes                   | Manche |
| ----------------------------- | ------------- | ---- | -- | ------------------------- | ------ |
| Aruba Cloud MotoE Racing Team | Ducati        | V21L | 7  | Chaz Davies               | Toutes |
| Aruba Cloud MotoE Racing Team | Ducati        | V21L | 80 | Armando Pontone (en)      | Toutes |
| Dynavolt Intact GP            | Ducati        | V21L | 3  | Lukas Tulovic (en)        | Toutes |
| Dynavolt Intact GP            | Ducati        | V21L | 4  | Héctor Garzó (en)         | Toutes |
| Felo Gresini Racing MotoE     | Ducati        | V21L | 11 | Matteo Ferrari (en)       | Toutes |
| Felo Gresini Racing MotoE     | Ducati        | V21L | 72 | Alessio Finello           | Toutes |
| Forward Racing                | Ducati        | V21L | 6  | María Herrera             | Toutes |
| Forward Racing                | Ducati        | V21L | 9  | Andrea Mantovani          | Toutes |
| LCR E-Team                    | Ducati        | V21L | 40 | Mattia Casadei (en)       | Toutes |
| LCR E-Team                    | Ducati        | V21L | 51 | Eric Granado (en)         | Toutes |
| MT Helmets - MSI              | Ducati        | V21L | 77 | Miquel Pons (en)          | Toutes |
| MT Helmets - MSI              | Ducati        | V21L | 99 | Oscar Gutiérrez           | Toutes |
| Ongetta SIC58 Squadra Corse   | Ducati        | V21L | 34 | Kevin Manfredi (en)       | Toutes |
| Ongetta SIC58 Squadra Corse   | Ducati        | V21L | 55 | Massimo Roccoli           | Toutes |
| Openbank Aspar Team           | Ducati        | V21L | 21 | Kevin Zannoni             | Toutes |
| Openbank Aspar Team           | Ducati        | V21L | 81 | Jordi Torres (en)         | Toutes |
| Tech3 E-Racing Team           | Ducati        | V21L | 29 | Nicholas Spinelli ,       | Toutes |
| Tech3 E-Racing Team           | Ducati        | V21L | 61 | Alessandro Zaccone (en) , | Toutes |

### Résultats MotoE

#### Classement des pilotes
| Pos.     | Pilote             | POR  | POR | FRA   | FRA  | CAT | CAT  | ITA | ITA | NED  | NED | GER | GER | AUT | AUT  | RSM  | RSM | Pts |
| -------- | ------------------ | ---- | --- | ----- | ---- | --- | ---- | --- | --- | ---- | --- | --- | --- | --- | ---- | ---- | --- | --- |
| Champion | Héctor Garzó       | 2    | 2   | RetPF | RetP | 4   | 5    | 8   | 3   | 1    | 3   | 1F  | 1F  | 2   | 1    | 4    | 7   | 246 |
| 2        | Mattia Casadei     | 3    | 1   | 3     | 2    | 6   | Ret  | 2   | 1   | Ret  | 8   | 9   | 9   | 4   | 3F   | 1P   | 2P  | 231 |
| 3        | Oscar Gutiérrez    | Ret  | 3F  | 7     | 3    | 1F  | 2F   | 10  | 11  | 2F   | 2   | Ret | 4   | 1PF | RetP | 8    | 1   | 208 |
| 4        | Kevin Zannoni      | 5    | 7   | 2     | 9    | 3   | 1    | 1   | 4   | 13   | 7   | 8   | 15  | 3   | 2    | RetF | 5   | 191 |
| 5        | Alessandro Zaccone | RetF | 12  | Ret   | 4    | 5   | 3    | 6P  | 2PF | DSQP | 1PF | 2P  | 5P  | 6   | 5    | 2    | 8   | 179 |
| 6        | Jordi Torres       | Ret  | 5   | 4     | Ret  | 7   | 4    | 12  | Ret | 3    | 5   | 5   | 3   | 5   | 4    | 5    | 4   | 152 |
| 7        | Nicholas Spinelli  | 1    | Ret | 1     | 1F   | Ret | Ret  | 9F  | 10  | Ret  | Ret | 3   | 2   | 11  | 8    | 9    | 11  | 149 |
| 8        | Matteo Ferrari     | 12   | 8   | 8     | 8    | 8   | 8    | 7   | 8   | 5    | 9   | 5   | 6   | Ret | 6    | 6    | 6F  | 132 |
| 9        | Andrea Mantovani   | 7    | 9   | 5     | 5    | 15  | 7    | 5   | 6   | Ret  | 14  | 11  | 8   | 8   | 9    | 10   | 9   | 113 |
| 10       | Eric Granado       | RetP | 4P  | 6     | Ret  | 2P  | RetP | 3   | 5   | Ret  | 12  | DNS | DNS | Ret | 10   | 3    | 3   | 112 |
| 11       | Lukas Tulovic      | 4    | 6   | 11    | 6    | Ret | 6    | DNS | DNS | 7    | 4   | 7   | 10  | 7   | 7    | 7    | 17  | 111 |
| 12       | Miquel Pons        | Ret  | 11  | 15    | 7    | 9   | 9    | 11  | 9   | 4    | 6   | 6   | 7   | Ret | Ret  | 11   | 10  | 94  |
| 13       | Massimo Roccoli    | 6    | 10  | Ret   | 13   | 10  | 11   | 4   | 7   | 6    | 10  | 13  | 11  | 9   | 11   | Ret  | DNS | 88  |
| 14       | Alessio Finello    | 13   | 13  | 9     | 10   | 12  | 12   | 13  | 12  | 8    | 11  | 10  | 14  | 12  | 13   | 12   | 12  | 70  |
| 15       | Kevin Manfredi     | 8    | 14  | 10    | 11   | 11  | 10   | 14  | 13  | 10   | 15  | 15  | 13  | 14  | 15   | 13   | 14  | 56  |
| 16       | María Herrera      | 11   | 17  | 14    | 14   | 13  | 13   | 17  | 15  | 11   | 13  | 12  | 17  | 10  | 12   | 14   | 13  | 43  |
| 17       | Chaz Davies        | 9    | 15  | 13    | 12   | Ret | 14   | 16  | 14  | 9    | Ret | 14  | 16  | 13  | 14   | 15   | 15  | 35  |
| 18       | Armando Pontone    | 10   | 16  | 12    | Ret  | 14  | 15   | 15  | 16  | 12   | 16  | DNS | 12  | 15  | 16   | 16   | 16  | 23  |